# Schriesheim

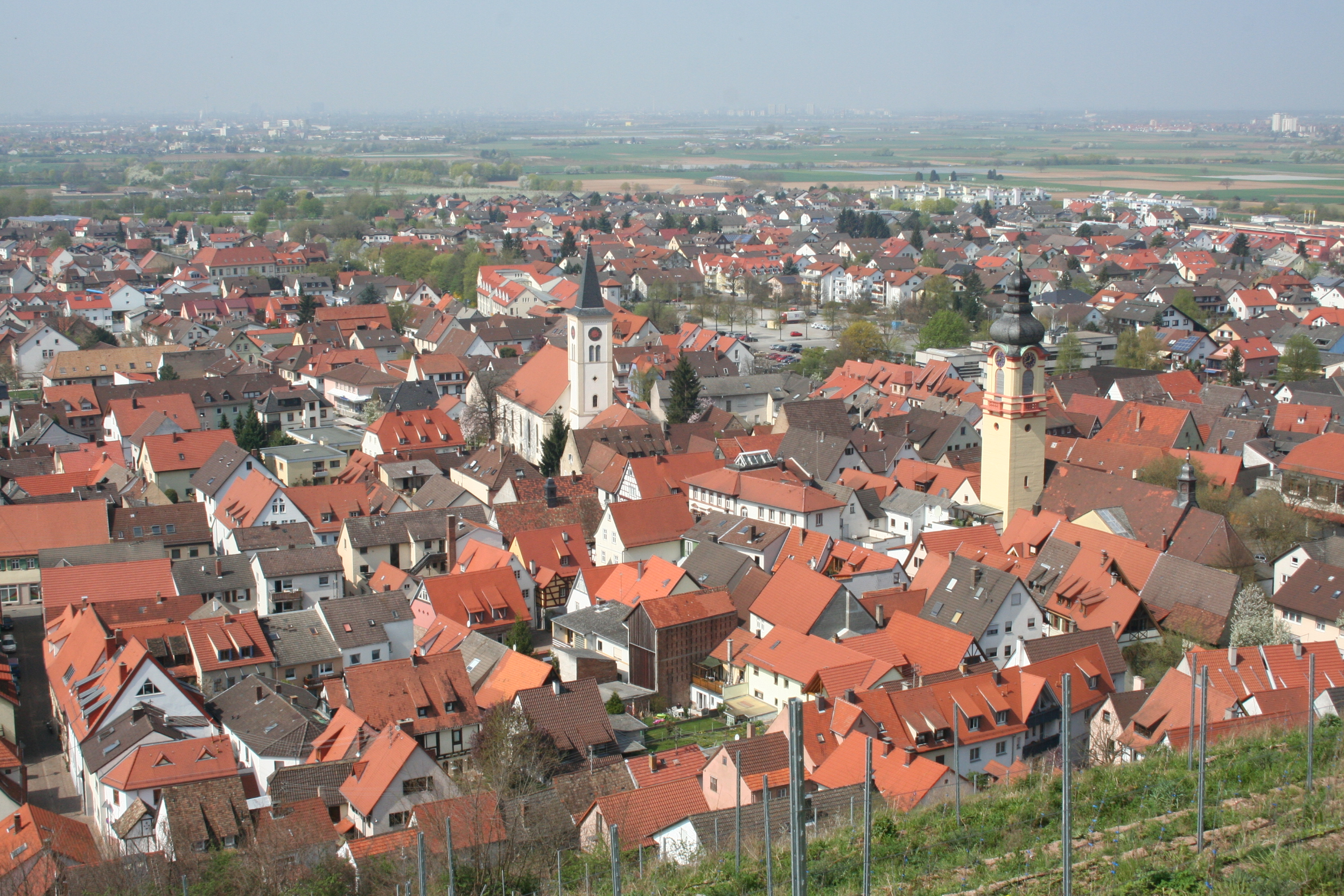
Blick über Schriesheim nach Nordwesten in die Rheinebene

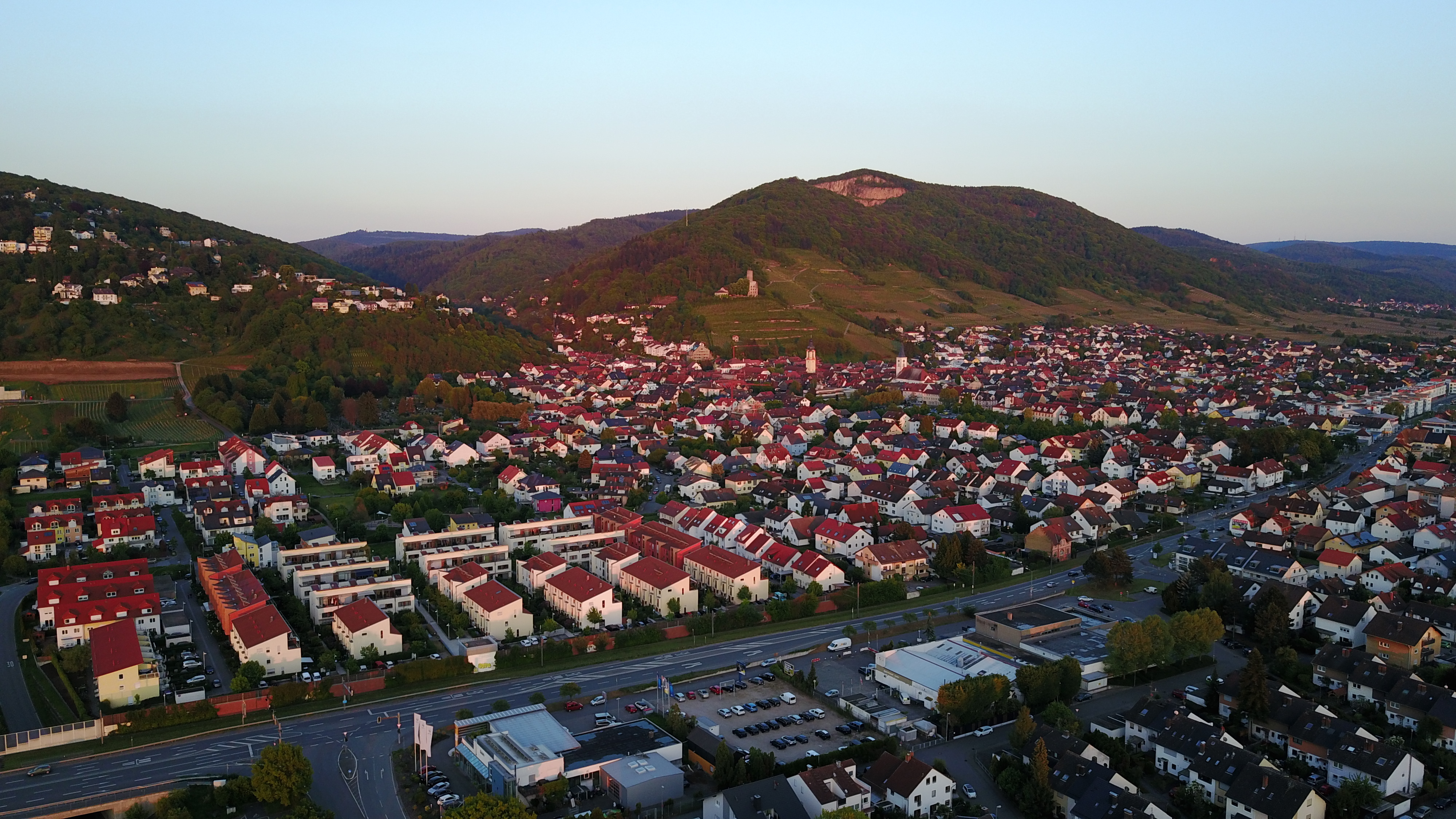
Blick über Schriesheim nach Südosten auf den Ölberg mit Strahlenburg und Branich

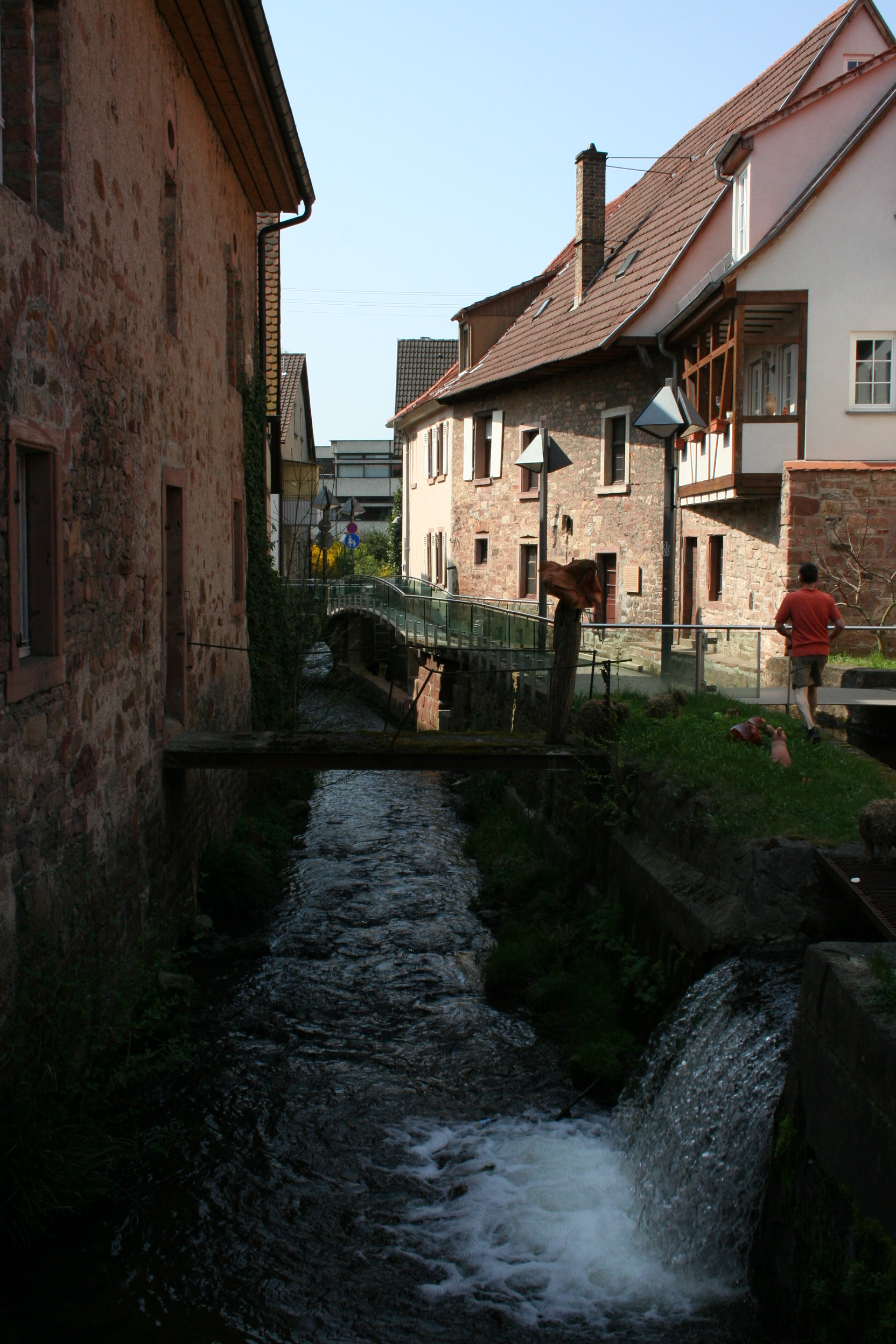
Der Kanzelbach in der Schriesheimer Altstadt

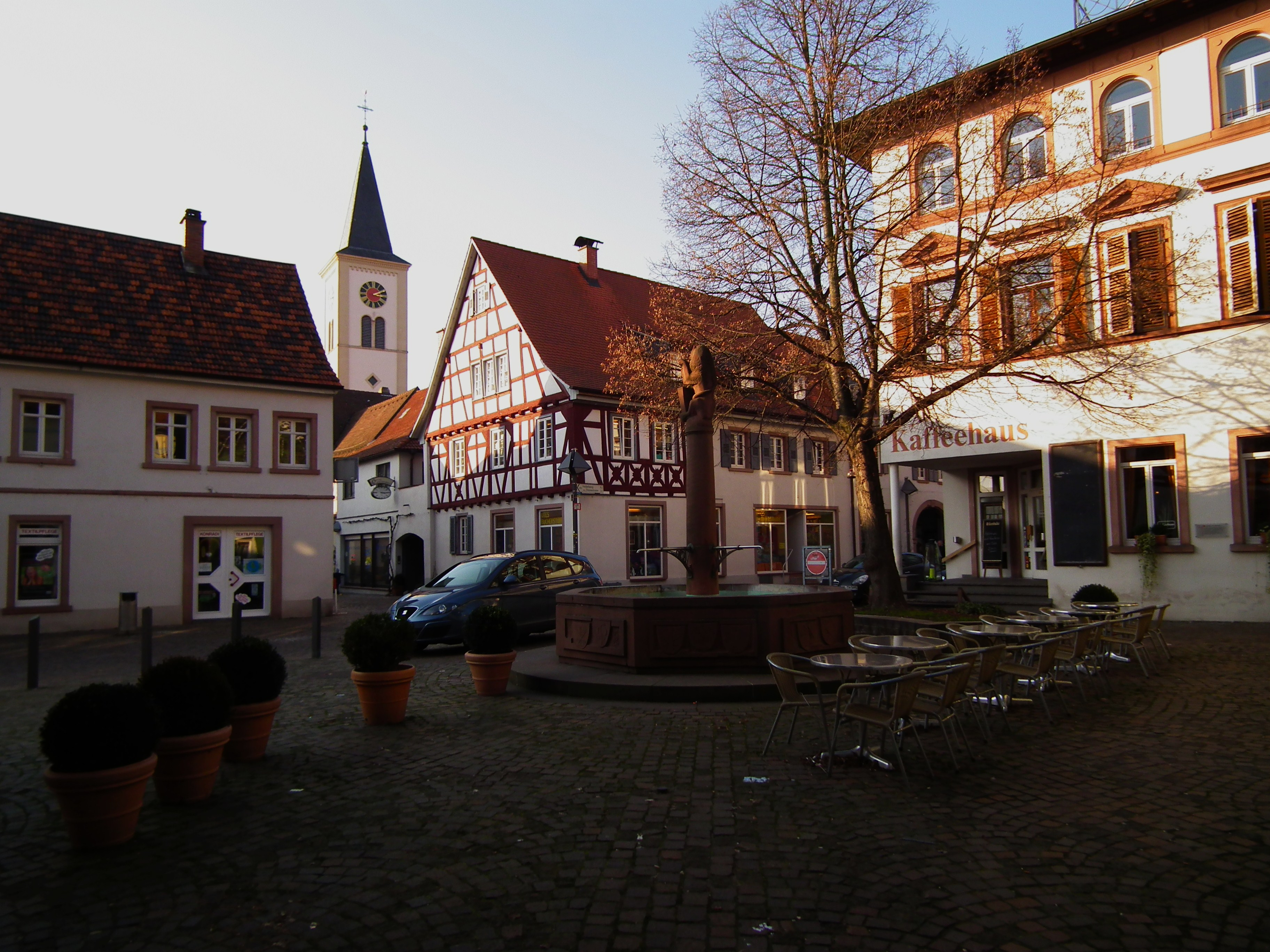
Die Schriesheimer Altstadt mit Stadtbrunnen und Kirche

Schriesheim (ⓘ) ist eine Stadt an der Badischen Bergstraße mit circa 15.000 Einwohnern. Sie gehört zum Rhein-Neckar-Kreis und liegt 8 km nördlich von Heidelberg und 18 km östlich von Mannheim und ist Teil der europäischen Metropolregion Rhein-Neckar. Im örtlichen Dialekt lautet der Ortsname Schriese mit stimmlosem s.

## Geographie

### Geographische Lage
Die Stadt liegt etwa 8 km nördlich von Heidelberg an der Bergstraße am westlichen Ausgang des Schriesheimer Tales aus dem Odenwald am Kanzelbach. Im Westen greift die Gemarkung auf die Oberrheinische Tiefebene über. Die Strahlenburg befindet sich auf dem Ölberg über der Stadt.

### Stadtgliederung
Schriesheim besteht aus den drei Teilen Schriesheim, Altenbach und Ursenbach. Altenbach befindet sich 7 km östlich der Kernstadt im Odenwald, am Oberlauf des Kanzelbachs, der hier wie der Ort Altenbach genannt wird. Ebenfalls im Odenwald, 3 km nordwestlich von Altenbach, liegt Ursenbach am gleichnamigen Bach, der in den Altenbach einmündet.
Zu Schriesheim gehört der Ort „Stam(m)berg, Altersheim“. Zu Ursenbach gehört das Gehöft Ursenbacherhof. Zu Altenbach gehören der Weiler Kohlhof und das Gehöft Röschbach(erhof). In Altenbach aufgegangen sind die Ortschaften Ringes und Hohenöd.
Die Ortsteile sind räumlich identisch mit den früheren Gemeinden gleichen Namens, ihre offizielle Benennung erfolgt mit Ausnahme des Hauptortes Schriesheim in der Form „Schriesheim, Stadtteil …“. Sie bilden zugleich Wohnbezirke im Sinne der baden-württembergischen Gemeindeordnung. In Altenbach und Ursenbach sind Ortschaften im Sinne der baden-württembergischen Gemeindeordnung eingerichtet, mit jeweils eigenem Ortschaftsrat und Ortsvorsteher als dessen Vorsitzender.

### Geologie
Bemerkenswert ist ein großes Porphyrvorkommen aus dem Rotliegend auf der Gemarkung im Bereich des Ölbergs, das mit Unterbrechungen zwischen ca. 1880 und 1967 abgebaut wurde. Im Bereich des Branich (Besucherbergwerk Grube Anna-Elisabeth) wurde früher Silber und Eisenvitriol sowie in der Allmensbach und zwischen dem Zins und dem Pappelbach Schwerspat abgebaut, wovon heute noch die Spatschlucht zeugt.
Ein Fundort für Mineralien, wie z. B. Epidot, Granat und Scheelit, ist die Hohe Waid. Am Herrmannsgrund tritt ein kleines Pegmatit-Vorkommen zu Tage; hier wurde Kalium-Feldspat für die Porzellan-Manufaktur in Frankenthal abgebaut.
Eine Beschreibung des Bergbaus im Umfeld von Schriesheim findet sich in der Liste von Bergwerken im Odenwald.
Nach dem ersten Fundort bei Schriesheim ist die Schriesheim-Formation und der sogenannte Schriesheimit benannt.

### Ausdehnung des Stadtgebiets
Die Schriesheimer Gemarkung reicht nach Norden und Süden jeweils bis direkt an die Nachbarorte heran. Diese ausgedehnte Gemarkung lässt Heimatforscher vermuten, dass Schriesheim neben Ladenburg zu den ältesten Orten im Umkreis zählen könnte.
Das Gemeindegebiet erstreckt sich über 3162 Hektar. Davon sind 13,1 Prozent Siedlungs- und Verkehrsfläche, 27,7 Prozent werden landwirtschaftlich genutzt und 58,6 Prozent sind bewaldet.

### Nachbargemeinden
Die Schriesheimer Gemarkung grenzt im Westen an Ladenburg, im Norden an Hirschberg an der Bergstraße, im Nordosten an Weinheim, im Osten an Heiligkreuzsteinach und Wilhelmsfeld, im Südosten an Heidelberg und im Süden an Dossenheim.

### Klima
Schriesheim gehört, ähnlich wie Heidelberg, zum wärmsten Gebiet Deutschlands. Die Niederschlagsmenge auf der Gemarkung nimmt von Westen nach Osten zu und schwankt zwischen 650 und 800 mm. Die nächstgelegene Klimastation in Heidelberg maß zwischen 1971 und 2000 eine Durchschnittstemperatur von 11,1 °C und eine Niederschlagsmenge von 745 mm pro Jahr. Der wärmste Monat ist der Juli mit durchschnittlich 20,1 °C, der kälteste der Januar mit 2,5 °C.
| Monatliche Durchschnittstemperaturen und -niederschläge für Heidelberg 1971–2000 \| \| Jan \| Feb \| Mär \| Apr \| Mai \| Jun \| Jul \| Aug \| Sep \| Okt \| Nov \| Dez \| \| \| \| Temperatur (°C) \| 2,5 \| 3,6 \| 7,3 \| 10,5 \| 15,2 \| 17,8 \| 20,1 \| 19,8 \| 15,9 \| 11,1 \| 6,0 \| 3,6 \| Ø \| 11,1 \| \| Niederschlag (mm) \| 48 \| 44 \| 53 \| 49 \| 77 \| 79 \| 81 \| 56 \| 64 \| 64 \| 68 \| 63 \| Σ \| 745 \| |     |     |     |      |      |      |      |      |      |      |     |     |   |      |
| | Jan | Feb | Mär | Apr  | Mai  | Jun  | Jul  | Aug  | Sep  | Okt  | Nov | Dez |   |      |
| Temperatur (°C) | 2,5 | 3,6 | 7,3 | 10,5 | 15,2 | 17,8 | 20,1 | 19,8 | 15,9 | 11,1 | 6,0 | 3,6 | Ø | 11,1 |
| Niederschlag (mm) | 48  | 44  | 53  | 49   | 77   | 79   | 81   | 56   | 64   | 64   | 68  | 63  | Σ | 745  |

Ein schwerer Winterfrost im Jahre 1956 zerstörte viele Obstbäume, namentlich Zwetschgen. Im eigentlichen Stadtgebiet gedeihen schon seit langer Zeit Feigen.

## Geschichte

### Römer und Völkerwanderungszeit
Wahrscheinlich gab es schon zu Zeiten der Römer eine Siedlung im heutigen Stadtgebiet. Sechs bekannte römische Gutshöfe (villae rusticae) belegen die intensive landwirtschaftliche Nutzung des Umfeldes des römischen Lopodunum (heute Ladenburg). Darauf hindeutende Münzfunde aus dem Jahr 351/353 gehören zu den spätesten Zeugnissen römischen Lebens in der Region. In diese Zeit fällt die Völkerwanderung, die in Schriesheim durch ein Kriegergrab mit Schwertbeigabe belegt ist.

### Frühmittelalter
Schriesheim wurde das erste Mal 764 in einer Urkunde des Klosters Ellwangen und 766 in einer Urkunde des Klosters Lorsch im Zusammenhang mit Landschenkungen erwähnt, die auch die Grundlage der späteren Grundherrschaft beider Klöster im Ort legten. Zur Zeit seiner ersten schriftlichen Erwähnung war Schriesheim ein fränkischer Ort.

### Hochmittelalter
Im 13. Jahrhundert hatte sich in Schriesheim aufgrund von Vogteirechten eine Ortsherrschaft des Adelsgeschlechts der Strahlenberger herausgebildet, die zum Bau der Strahlenburg um 1235 führte. Die Errichtung der Burg war ein klarer Rechtsbruch der Strahlenberger, da der Baugrund dem Kloster Ellwangen gehörte, dessen Vögte die Strahlenberger waren. Klöster waren aber bei der Durchsetzung ihrer Rechte auf andere angewiesen, da sie selbst nicht militärisch eingreifen konnten. Der Abt erwirkte zwar eine Ächtung Conrads I. durch den Kaiser, alles lief aber auf einen Vergleich hinaus. Dieser im Jahre 1238 geschlossene Vergleich sah so aus, dass Conrad I. die Strahlenburg zum erblichen Lehen bekam, jedoch sein gesamtes Privatvermögen an das Kloster übertragen musste, um es dann als erbliches Lehen wieder zu erhalten. Da damals die Lehnsrechte schon geschwächt waren, trug Conrad I. dennoch einen relativen Sieg davon.

### Stadtgründung
Da zur damaligen Zeit ein ehrgeiziger Adeliger nicht nur eine Burg, sondern auch eine Stadt sein Eigen nennen wollte, begann Conrad I. mit der Anlage einer befestigten Stadt direkt neben dem alten Dorf Schriesheim auf dem ihn nun als Lehen übertragenen Grund gleich unterhalb der Strahlenburg. Sowohl Stadt als auch Burg wurden in eine gemeinsame Verteidigungsanlage eingefügt. Ein bestimmtes Datum für die Stadtgründung ist nicht überliefert, aber im Jahre 1256 waren die Strahlenberger Mitglieder des rheinischen Städtebundes. Verschiedene Indizien legen eine Stadtgründung zwischen 1240 und 1245 nahe.
Nach der Stadtgründung wurde im Stadtgebiet an der Stelle eine Kirche erbaut, wo heute noch die evangelische Kirche steht. Die alte Dorfkirche südlich der Bachgasse wurde aufgegeben. Darüber hinaus wurde ein herrschaftlicher Stadthof angelegt, der heutige Strahlenberger Hof. Das repräsentative Steinhaus mit einem fast zwei Meter starken Mauergiebel ist mit über 700 Jahren das älteste noch bewohnte Profangebäude der Gegend.
Nach dem langsamen Niedergang der Strahlenberger wurde Schriesheim, die Strahlenburg und alle Herrschaftsrechte schließlich am 8. September 1347 an den Pfalzgrafen in Heidelberg verkauft. Schriesheim verblieben jedoch weiterhin alle Stadtrechte.

### Verlust der Stadtrechte im Jahre 1470

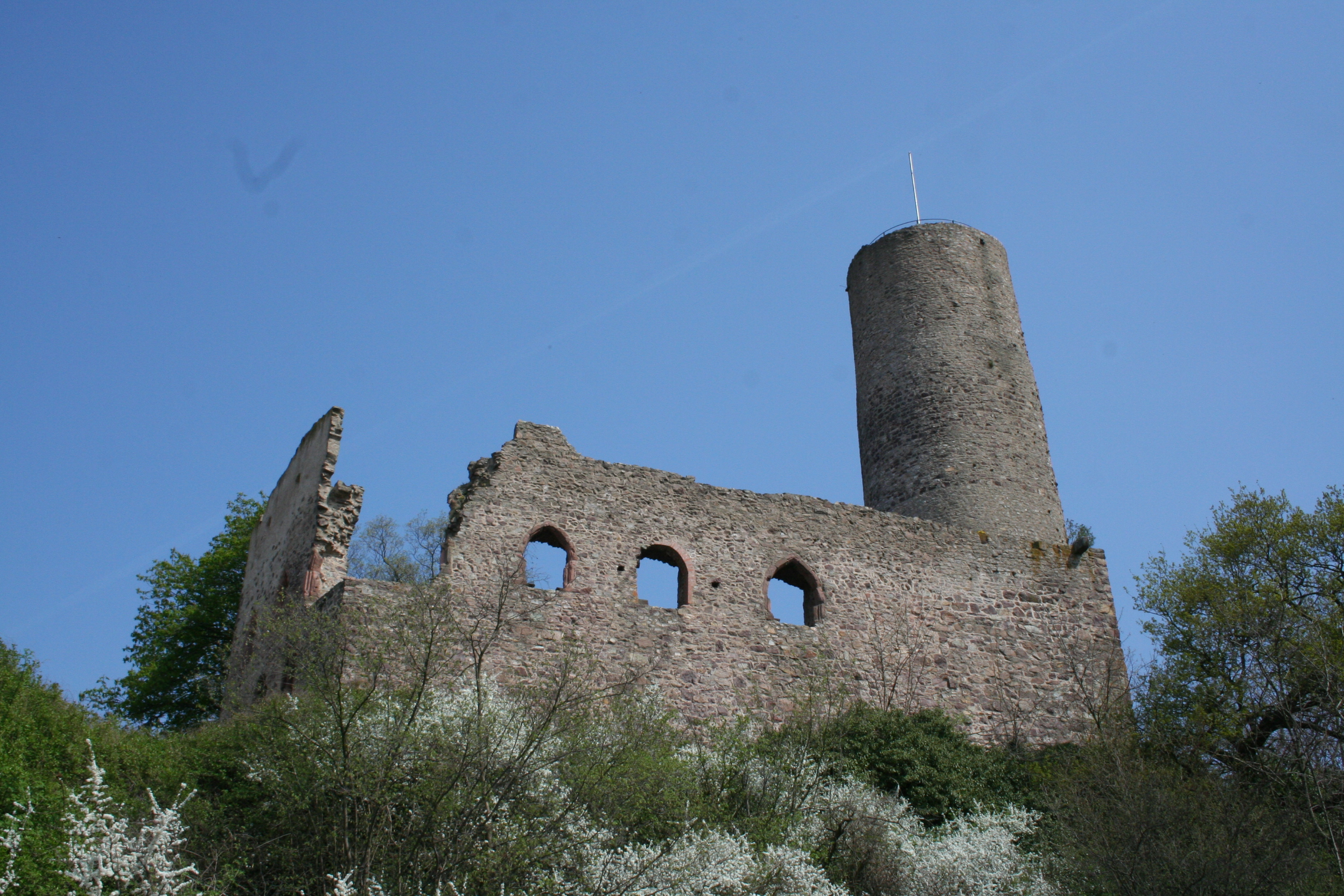
Strahlenburg

Nach dem Tod König Ruprechts im Jahre 1410 wurde die Kurpfalz unter seinen vier Söhnen aufgeteilt. Schriesheim fiel erst an Ruprechts jüngsten Sohn Otto, im Jahre 1448 kam die Stadt im Rahmen eines Gebietsaustauschs an Ottos Bruder Stephan, den Pfalzgrafen von Simmern und Zweibrücken. Nach der Teilung dieser Linie im Jahre 1459 kam Schriesheim an die Linie Simmern, die es noch im gleichen Jahr an den Ritter Hans von Sickingen für 4000 Gulden verpfändete. Pfalzgraf Ludwig von Veldenz-Zweibrücken löste Schriesheim im Jahre 1468 wieder aus. Bereits 1460 war die Fürstpropstei Ellwangen als Rechtsnachfolger des Klosters zum Lehensherr geworden.
Im Zuge der Weißenburger Fehde zwischen Kurfürst Friedrich I. und Ludwig I. von Veldenz-Zweibrücken begann Friedrich I. am 6. Mai 1470 Schriesheim und die Strahlenburg zu belagern. Am Sonntag, dem 13. Mai 1470 wurden zuerst die Burg, dann die Stadt im Sturm genommen. Der kurpfälzische Geschützmeister Martin Merz leitete die vorherige Beschießung. Die Sieger forderten nun eine Schatzung von 400 Gulden, die von den Bürgern aufgebracht werden mussten, und die Herausgabe sämtlicher Weinvorräte, damit die Stadt nicht abgebrannt werde. Darüber hinaus wurden sämtliche Befestigungsanlagen geschleift, also die Türme abgebrochen, die Stadtmauer niedergelegt und die Gräben eingeebnet. Da Schriesheim nie die Blutgerichtsbarkeit besessen hatte, blieb nur das Marktrecht als letzte der drei Voraussetzungen, um als Stadt anerkannt zu werden. Das Marktrecht wurde dann letztlich auch aufgehoben. Nach Schriesheim wurde das Zentgericht der Äpfelbacher Zent verlegt, die fortan Schriesheimer Zent hieß. Im Jahr 1579 erhielt Schriesheim wieder das Marktrecht, worauf sich der Mathaisemarkt begründet.

### Schriesheim im Dreißigjährigen Krieg
Die Heirat Friedrichs V. mit Elisabeth von England, die der Stärkung des protestantischen Lagers und dem Prestigegewinn des pfalzgräflichen Hauses dienen sollte, war für die Schriesheimer mit erheblichen finanziellen Belastungen verbunden, da ihnen die Ausrüstung eines Wagens für den Zug auferlegt wurde, mit dem Friedrich seine Braut nach Heidelberg holen wollte. Der Wagen musste dann erneut 1619 aufgeboten werden, um das Paar nach Prag zu bringen, wo Friedrich in der Anfangsphase des Dreißigjährigen Krieges die Wahl zum König der Böhmen angenommen hatte.

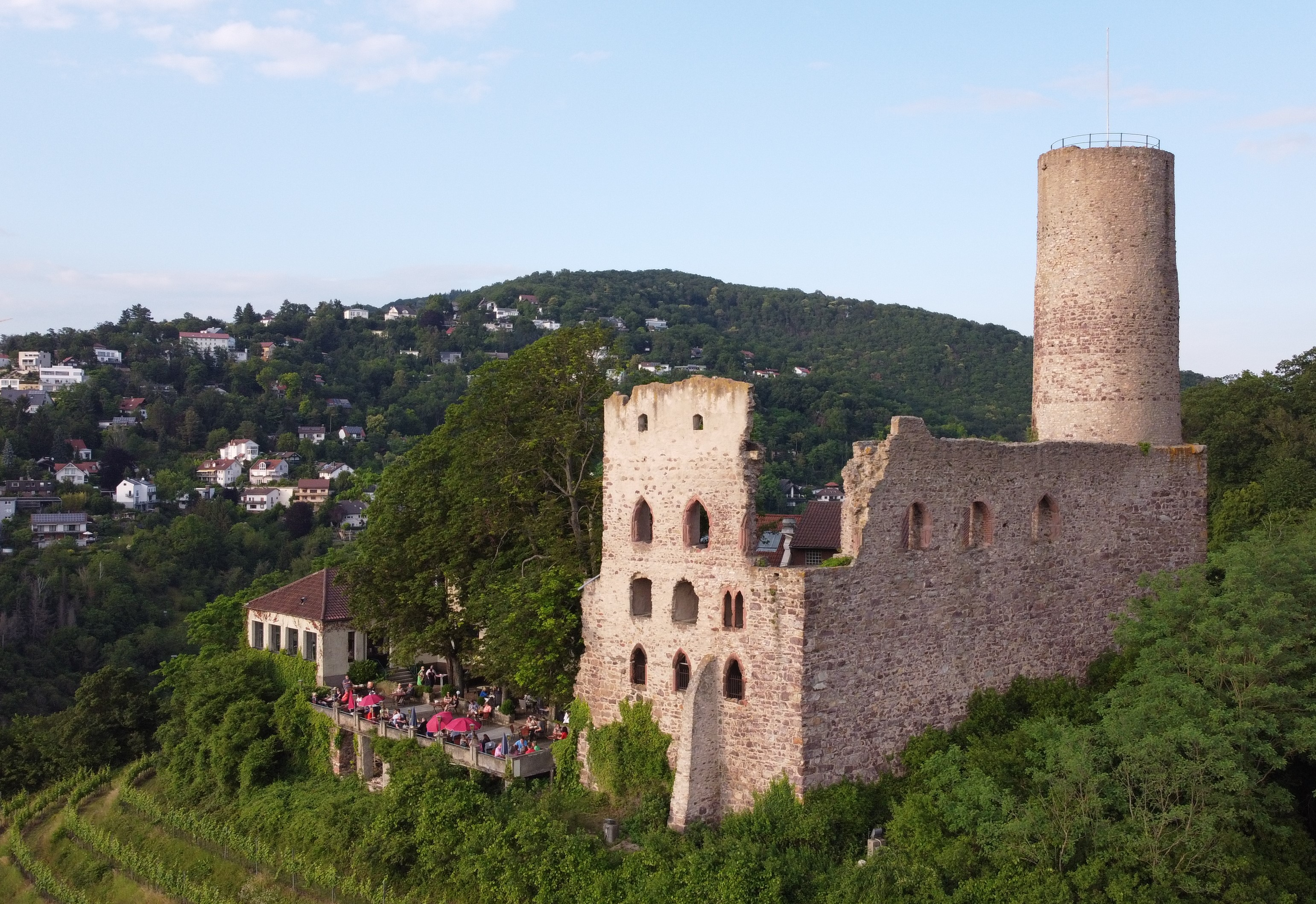
Strahlenburg Luftaufnahme

Man erkannte in Schriesheim die Bedrohung, die sich aus der für Friedrich V. ungünstigen politischen und militärischen Entwicklung ergab, und ließ bereits im Jahre 1619 ein Wachhäuschen auf dem Branich errichten, um allfällig nahende Truppen bereits frühzeitig erspähen zu können. Im Jahre 1621 war es dann so weit, die Truppen der katholischen Liga unter Tilly näherten sich von Norden kommend Heidelberg und damit auch Schriesheim. Im November lagerten etwa 10.000 Mann im Raum Schriesheim-Dossenheim-Ladenburg. Als die Kämpfe, die schließlich zur Einnahme Heidelbergs führten, beendet waren, zogen noch das gesamte Jahr 1622 Truppen durch die Gegend. Der Ort hatte einige junge Männer im Kampf verloren, war von allen Seiten zur Finanzierung des Krieges ausgepresst und geplündert worden und einige Gebäude waren zerstört. Auch die Glocken hatten die Bayern als Beute mitgenommen. Da die meisten Bewohner jedoch über Reserven verfügten, begann man bald die Schäden zu beheben und das gewohnte Leben wieder aufzunehmen. Nur wurde nun von der Obrigkeit versucht, das Land wieder katholisch zu machen, was den Pfarrer zur Flucht zwang.
Aber immer noch zogen kleinere Truppen marodierender Soldaten durchs Land. 1625/1626 grassierte das Fleckfieber und forderte seinen Tribut. Im Jahre 1631 rückte dann wieder ein Heer von Norden kommend heran, diesmal die protestantischen Schweden, die sich auf einer Felsnase (Schwedenschanze) mit weitgehender Fernsicht auf das Rheintal über der Stadt Schriesheim verschanzten und die Bevölkerung sukzessive auspressten. Mitte September 1631 wagten die Bayern einen Ausfall aus Heidelberg, eroberten Schriesheim und zogen sich wieder nach Heidelberg zurück. Schriesheim war danach nur noch ein rauchender Trümmerhaufen. Die meisten Häuser und die Kirche waren abgebrannt, nur entlang des Kanzelbaches, wo Wasser rasch zur Hand war, hatte man einige Häuser vor den Flammen retten können. Weiterhin marodierten Soldaten durch die Gegend.
1635 brach die Pest aus und raffte einen beträchtlichen Teil der geschwächten Bevölkerung dahin. Diesmal kam der Wiederaufbau nur sehr schleppend in Gang. Die Reserven waren aufgezehrt, ein geregeltes Leben und Wirtschaften nicht mehr möglich. Lediglich die Weinberge und das in den Wald getriebene Vieh machten ein Überleben möglich.
Im Jahre 1643 kamen die Lothringer und brachten den Krieg wieder in die Gegend, 1644 erschien die Reichsarmee und 1645 die Franzosen unter Turenne. Zwar kam es zu keinen großen Schlachten mehr, aber die völlig verrohten Soldaten selbst waren nun die größte Gefahr. Obwohl keine bestimmten Gräuel aus Schriesheim überliefert sind, spricht die Tatsache Bände, dass man nun, nachdem man 25 Jahre lang ausgehalten hatte, im Jahre 1644 den Ort aufgab. Die Bevölkerung versteckte sich im nahen Wald oder war in umliegende, weniger zerstörte Orte geflohen. An ruhigen Tagen kamen die Überlebenden aus den umliegenden Orten, um den Wildwuchs auf den Weinbergen und Feldern zu ernten.
Als 1648 Frieden geschlossen wurde, kehrten die verstreuten Überlebenden wieder in den Ort zurück. Die meisten hatten nun Land und zerstörte Häuser geerbt, aber weder Vieh noch Saatgut noch Baumaterial. So verkaufte man, wo es ging, etwas Land oder einen Bauplatz an Zuziehende, um selbst wieder Mittel zum Wiederaufbau zu erlangen. Kaum 40 Familien fanden sich ein, davon nur 24 mit alten Schriesheimer Namen. Das waren weniger als 20 Prozent der Bevölkerung aus der Zeit vor dem Krieg. Allein die Einwanderung einer beträchtlichen Zahl reformierter Schweizer ließ die Bevölkerungszahl schnell wieder steigen. Es sollte dennoch fast ein Jahrhundert dauern, bis die alte Zahl wieder erreicht wurde.

### Zeitalter der Revolutionen
Im Zuge der Französischen Revolution kam es am 21. Oktober 1789 zu ersten Protesten gegen die Abgabenlasten. Diese konnten jedoch bald durch Zugeständnisse der Obrigkeit relativ leicht beendet werden. Im Jahre 1798 kam es dann zum „Schriesheimer Aufstand“ gegen den Zentgrafen Nikolaus Lissingolo, der viel Staub aufwirbelte, dessen Verlauf aber bis heute nicht völlig geklärt ist. Die drei Schriesheimer Balthasar Ortlipp, Wendel Müller und Heinrich Riehl wurden zu drei bzw. zwei Jahren Zuchthaus verurteilt, neun weitere erhielten mildere Freiheitsstrafen.
Der Reichsdeputationshauptschluss von 1803 legte fest, dass Schriesheim zusammen mit Kurpfalz in den Besitz des Markgrafen von Baden gelangte. Gleichzeitig wies er die Lehensherrschaft dem Königreich Württemberg zu, da es als Ersatz für das Fürstentum Mömpelgard die säkularisierte Fürstpropstei Ellwangen erhalten hatte. Durch den Tausch- und Epurationsvertrag von 1806 erlangte das Großherzogtum Baden später auch an die Lehensherrschaft über Schriesheim und die Strahlenburg.
Im März 1815 kam es zu einer erneuten offenen Rebellion der Schriesheimer gegen die Obrigkeit, die nur mit Soldaten niedergeschlagen werden konnte. Auch in der Revolution von 1848/49 wurden die Schriesheimer ihrem Ruf gerecht und beteiligten sich in prominenter Stellung an den revolutionären Umtrieben. Die Mehrheit der Einwohner wurde von Friedrich Hecker beeinflusst, der seit 1842 Abgeordneter des Wahlkreises Ladenburg-Weinheim war. Nach der Niederschlagung wurden von der badischen Regierung 1851/52 drei Bürgermeisterwahlen für ungültig erklärt, weil der Gewinner jeweils ein „Demokrat“ war.

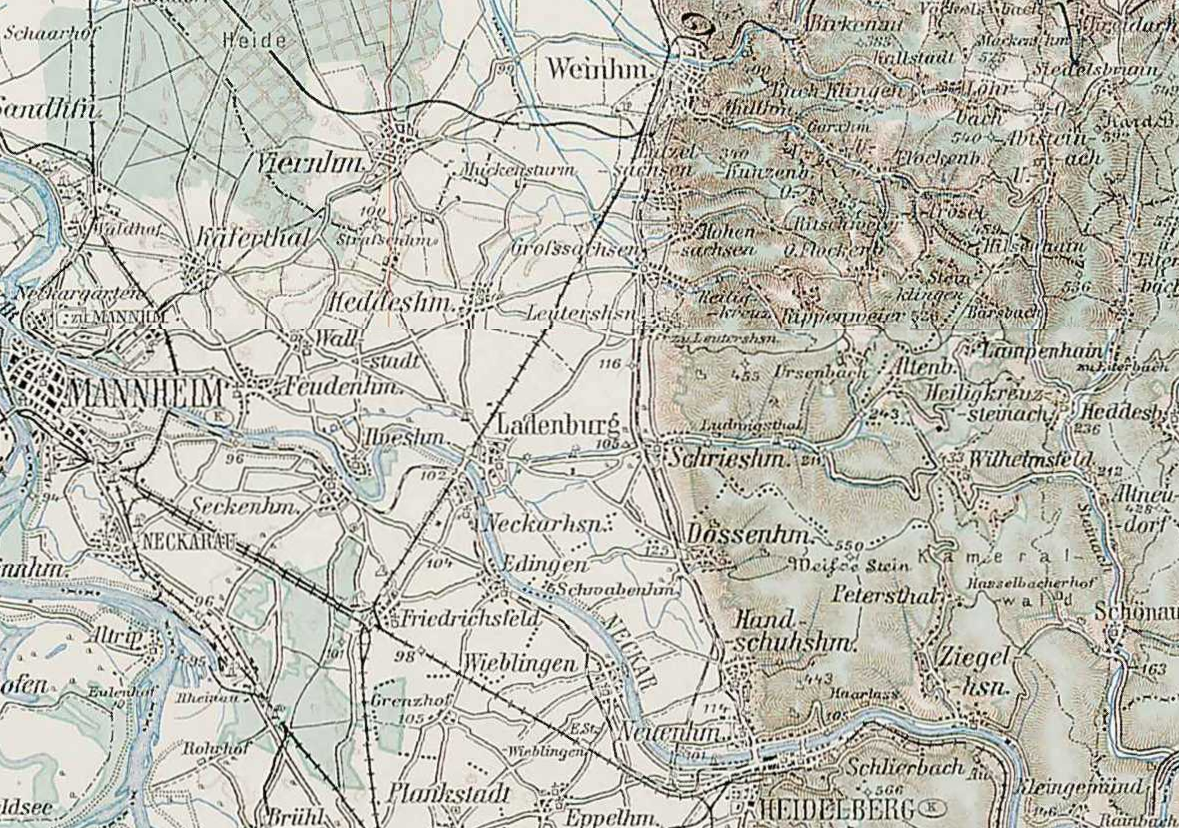
Schriesheim, Altenbach, Ursenbach und Umgebung 1907.

### Auswanderung in der zweiten Hälfte des 19. Jahrhunderts
Später kam es in Schriesheim zu einer so starken Auswanderung nach Amerika, dass die Bevölkerungszahl merklich sank. Gab es 1848 noch rund 2800 Einwohner, waren es 1858 nur noch rund 2700 und die Bevölkerungszahl fiel weiter auf einen Tiefststand von rund 2650 im Jahre 1890. Die ersten Auswanderer nach Amerika hatten sich bereits 1724 auf den Weg gemacht und erst in der zweiten Hälfte des 20. Jahrhunderts kam es zu einem Ende dieser Auswanderung.

### 20. Jahrhundert
Beim Flugunfall der He-111 „Köln“ 1937 stürzte eine Heinkel He 111 am 12. November 1937 in der Nähe von Schriesheim ab.
Am 9. März 1964 erhielt Schriesheim wieder den Titel Stadt. Am 1. Januar 1972 wurde Altenbach eingemeindet, ein Jahr später am 1. Januar 1973 Ursenbach.

### Bevölkerungsentwicklung
Vor dem 15. Jahrhundert sind keine Schätzungen der Bevölkerungszahl möglich. Die Zahlen bis zum Ende des Dreißigjährigen Krieges sind aufgrund der Anzahl der Haushalte oder der erwachsenen Männer geschätzt.
Den Dreißigjährigen Krieg haben nur 12–15 % der Bevölkerung überlebt. Nur 24 Familiennamen aus der Vorkriegszeit tauchten danach wieder auf. Nur aus der reichen Müllersfamilie Mack (siehe auch Alexander Mack) überlebten zwei erwachsene Männer den Krieg, sonst jeweils von allen überlebenden Familien nur ein erwachsener männlicher Namensträger.
Zwischen 1644 und 1648 war die Ortschaft aufgegeben worden und menschenleer. In den Jahrzehnten nach dem Dreißigjährigen Krieg setzte eine starke Zuwanderung ein, darunter besonders viele reformierte Schweizer. 1698 stellten sie knapp ein Drittel der Einwohner.
Nach der gescheiterten Revolution 1848 verstärkte sich die bereits seit 1724 begonnene Auswanderung so sehr, dass die Bevölkerungszahl sank. Erst gegen Ende des 19. Jahrhunderts setzte ein starkes Wachstum ein, das durch die Aufnahme von Flüchtlingen und Vertriebenen in den Jahren 1945 und 1946 noch verstärkt wurde. Seit Ende der 1950er Jahre führte auch Stadtflucht zu einem Wachstum Schriesheims.
Einwohner nach dem jeweiligen Gebietsstand, bis 1970 ohne Altenbach und Ursenbach:
| Jahr | Einwohner        |
| ---- | ---------------- |
| 1480 | etwa 0.900–1.000 |
| 1565 | etwa 1.000–1.100 |
| 1610 | etwa 1.100–1.250 |
| 1630 | etwa 0.500–0.600 |
| 1644 | 0                |
| 1650 | etwa 150         |
| 1698 | 832              |
| 1727 | 1.172            |
| 1783 | 1.764            |
| 1809 | 2.051            |

| Jahr | Einwohner |
| ---- | --------- |
| 1830 | 2.831     |
| 1852 | 2.796     |
| 1858 | 2.707     |
| 1871 | 2.690     |
| 1890 | 2.654     |
| 1900 | 2.990     |
| 1919 | 3.383     |
| 1925 | 3.815     |
| 1932 | 4.128     |
| 1939 | 4.289     |

| Jahr / Datum    | Einwohner |
| --------------- | --------- |
| 1945            | 5.220     |
| 1946 (29. Okt.) | 5.782     |
| 1955 (13. Sep.) | 6.196     |
| 1961 (6. Juni)  | 7.414     |
| 1963            | 7.811     |
| 1970 (27. Mai)  | 8.610     |
| 1974 (1. Feb.)  | 11.605    |
| 1987 (25. Mai)  | 12.913    |
| 1991 (31. Dez.) | 13.508    |
| 1993 (31. Dez.) | 13.591    |

| Jahr / Datum    | Einwohner |
| --------------- | --------- |
| 1995 (31. Dez.) | 13.415    |
| 2000 (31. Dez.) | 14.021    |
| 2005 (31. Dez.) | 14.491    |
| 2010 (31. Dez.) | 14.908    |
| 2015 (31. Dez.) | 14.901    |
| 2020 (31. Dez.) | 14.921    |

## Religionen

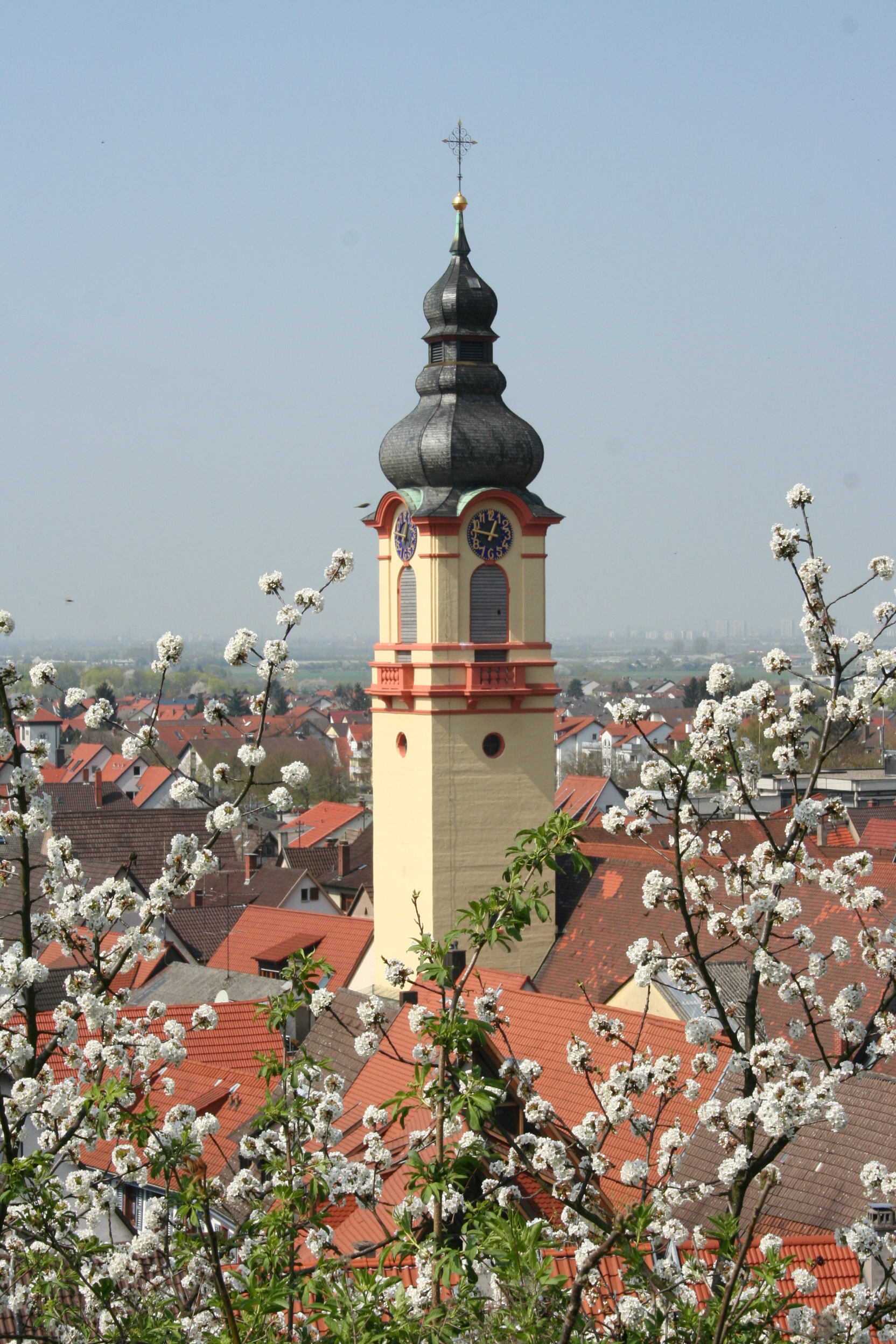
Katholische Kirche

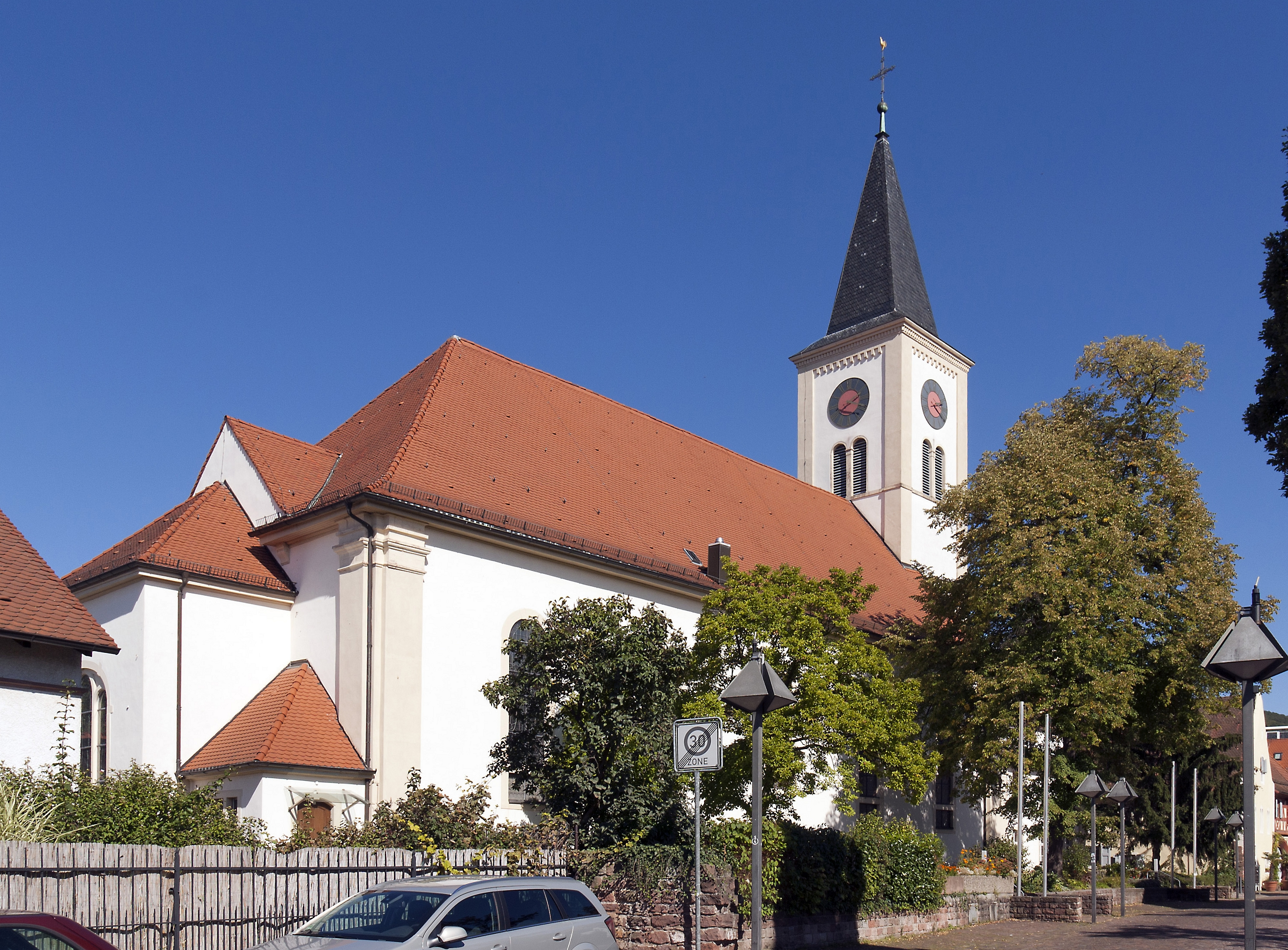
Evangelische Stadtkirche

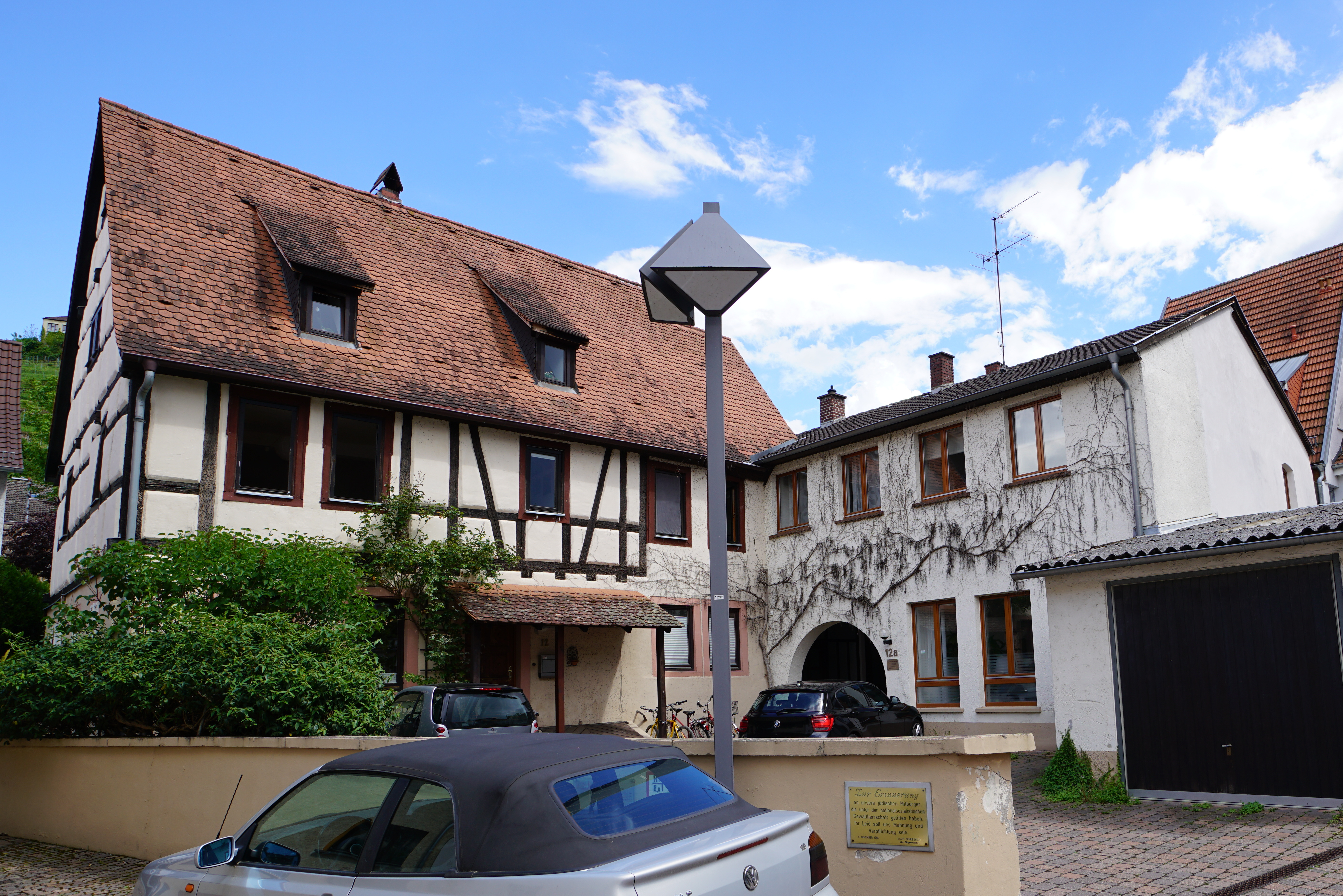
Links das ehemalige Pfarrhaus / jüdische Gemeindehaus. Rechts das Gebäude der ehemaligen lutherischen Kirche / Synagoge.

### Historisches
Schriesheim machte im 16. Jahrhundert die wechselvolle Reformationsgeschichte der Kurpfalz durch. 1556 wurde die Reformation eingeführt, nach 1560 wurde die Kurpfalz calvinistisch, kehrte dann jedoch unter Kurfürst Ludwig VI zum Luthertum zurück, um endlich wieder zur Reformation Schweizer Prägung zu gelangen.
Kurz nach dem Dreißigjährigen Krieg war Schriesheim rein reformiert, in der Folgezeit wanderten neben reformierten Schweizern auch wieder Katholiken, Lutheraner und Juden zu.
In den Jahren 1705/1706 bildete sich um Alexander Mack eine radikal-pietistische Strömung, die im Jahre 1708 zur Einführung der Erwachsenentaufe in diesem Kreis führte, was ihnen den Namen Tunker oder Dunker einbrachte. Bald musste diese Gemeinde aber wegen der einsetzenden Verfolgung fliehen und wanderte schließlich nach Amerika aus, wo aus ihr die Church of the Brethren mit all ihren Strömungen wurde, darunter die Old German Baptist Brethren, die mit ihrem Pennsylvania Dutch noch heute eine dem Schriesheimer Dialekt nah verwandte Sprache sprechen.
Seit dem Beginn des 19. Jahrhunderts gab es immer wieder pietistische Kreise in Schriesheim und im Jahre 1895 entstand um Ludwig Grüber eine baptistische Gemeinde.
Nach dem Zweiten Weltkrieg entstand eine Neuapostolische Gemeinde.
Juden waren bereits im Mittelalter in Schriesheim ansässig, wurden aber während des Pestjahrs 1349 aus Schriesheim vertrieben. Im 15. Jahrhundert sind wieder Juden in Schriesheim nachweisbar. Im Dreißigjährigen Krieg, als der Ort 1644 aufgegeben wurde, verschwanden auch die Juden. Erst 1651 und 1653 siedelten sich wieder die Juden David und Baruch an, auf die sich fast alle späteren jüdischen Familien in Schriesheim zurückführen lassen. Im Jahre 1858 erreichte die Jüdische Gemeinde mit 125 Mitgliedern ihren Höhepunkt, um dann vor allem durch Auswanderung in die USA und Abwanderung nach Frankfurt und Mannheim zu schrumpfen.
Zu Beginn des Jahres 1933 lebten in Schriesheim noch 40–42 Juden (je nach Zählung), davon vier auswärtige Personen, die in einem Altersheim bzw. Sanatorium der Gemeinde wohnten. Von den 38 in jüdischen Haushalten lebenden Personen konnte die Mehrheit bis Ende 1939 fliehen, die meisten in die USA, die Familie Leopold Fuld nach Argentinien, Joseph und Klara Marx nach Südafrika zu ihrem Sohn Lothar, der bereits 1936 dorthin emigriert war. Die Familie Simon Oppenheimer durfte ihren behinderten Sohn Ludwig nicht mit in die USA nehmen und brachte ihn im jüdischen Altersheim in Gailingen unter.
Im September 1939 verließen als letzte Julius und Mina Fuld den Ort und zogen nach Mannheim-Feudenheim. Am 22. Oktober 1940 wurden sie, wie auch Ludwig Oppenheimer, von der Deportation der badischen Juden nach Gurs in Südfrankreich erfasst. Dort starb Oppenheimer im November 1940 an Typhus. Julius und Mina Fuld wurden von ihrer nach New York emigrierten Tochter Flora Trautmann aus dem Lager geholt und lebten bis zu ihrem Tod in New York.
Levi Schlösser aus den Niederlanden, verheiratet mit der Schriesheimerin Jette, geb. Marx, emigrierte bereits im Herbst 1933 mit seiner Frau und Sohn Alfons in die Niederlande. Nachdem das Land von deutschen Truppen besetzt worden war und auch dort die Vernichtung der Juden betrieben wurde, wurden Schlösser und seine Frau Jette 1943 ins KZ Sobibor deportiert und dort am 4. Juni 1943 ermordet. Der einzige Sohn Alfons, Konditor in Amsterdam, wurde mit seiner Familie am 31. August 1942 ins KZ Auschwitz deportiert. Seine Frau Gerda und die noch nicht zweijährige Tochter wurden dort am Tag der Ankunft ermordet, er selbst starb am 31. März 1944.
Die Judenverfolgung erfasste darüber hinaus drei Kinder jüdischer Eltern bzw. einer jüdischen Mutter, die evangelisch getauft und konfirmiert waren: Karl Heinz Klausmann war in Schriesheim adoptiert worden. Er entzog sich 1942 der drohenden Deportation durch Flucht nach Frankreich und schloss sich dort der Résistance an. Er fiel kurz vor Kriegsende im Kampf gegen die deutsche Besatzung. Erwin und Hans Maier, die eine jüdische Mutter hatten, konnten mit Eltern und Großeltern in die USA emigrieren. Der 1943 aus Mannheim nach Schriesheim zugezogene Michael Freund war Sohn eines jüdischen Vaters. Er erschoss sich im Juli 1944 nach einem wegen "staatsfeindlicher Äußerungen" erfolgten Verhör durch die Geheime Staatspolizei.
An der Kriegsopfergedenkstätte in der Bismarckstraße hat die Stadt ihren aus Schriesheim gebürtigen ehemaligen jüdischen Bürgern, die von anderen Orten aus deportiert und vom NS-Regime ermordet wurden, am Volkstrauertag 2006 eine bronzene Gedenktafel gesetzt. Neben den dort genannten 20 Personen werden auf der Tafel auch Karl Heinz Klausmann und Michael Freund als Opfer im Widerstand geehrt. Auf dem jüdischen Friedhof befindet sich ein von Schülern des Schriesheimer Gymnasiums gefertigter Gedenkstein für die jüdischen Bürger aus Schriesheim, die von anderen Orten aus 1940 in das Lager Gurs deportiert wurden (neun Personen). Im April 2012 wurden zwölf Stolpersteine zum Gedenken an die Opfer des Nationalsozialismus verlegt, im Juni 2013, im Februar 2015 und im Juli 2018 folgten weitere.

### Sakralbauten
Bis gegen Ende des 18. Jahrhunderts stand nahe der Gaulsbrücke über dem Kanzelbach im eigentlichen alten Dorfkern die Dorflinde neben der ehemaligen Dorfkirche, die im westlich gelegenen Dreieck zwischen Bachgasse, Talstraße und Schmaler Seite lag. Ortsheiliger Schriesheims war im Mittelalter St. Vitus, dem auch die alte Dorfkirche geweiht war. Von dieser alten Dorfkirche ist nichts mehr erhalten.
Der Bau der Stadtkirche, am Ort der heutigen evangelischen Kirche, wurde wohl im Jahr 1243 begonnen, wie Münzfunde aus dem Grundstein nahelegen. Dieses Kirchengebäude hatte im Laufe der Jahrhunderte aber so gelitten, dass in der Mitte des 18. Jahrhunderts nur eine sehr aufwändige und teure Renovierung oder ein völliger Neubau in Frage kamen. Man entschied sich für einen Neubau, der zwischen 1748 und 1751 ausgeführt wurde.
Die beiden nach dem Dreißigjährigen Krieg langsam entstandenen katholischen und lutherischen Gemeinden bauten nach gut einem Jahrzehnt des Simultaneums in der alten, jetzt reformierten Stadtkirche zu Beginn des 18. Jahrhunderts eigene Kirchen. 1711 errichtete die katholische Gemeinde mit großzügiger Unterstützung der Obrigkeit ein eigenes Gotteshaus, das heute noch die katholische Kirche Schriesheims ist. Diese wurde noch kurz vor dem Zweiten Vatikanischen Konzil 1959 aufgrund der wachsenden Zahl von Katholiken auf der Nordseite erweitert, wodurch aus der ehemaligen Langschiff-Kirche eine „T-förmige“ Anordnung des Kirchenraums entstand. 1996–1997 erfolgte die letzte Umgestaltung, so wurde z. B. der ehemalige Chorraum zu einer Taufkapelle mit der Besonderheit eines Taufbrunnens mit fließendem Wasser umgestaltet, die bisherigen „fabrikartigen“ Glasbausteine durch von Rosemarie Vollmer geschaffene kunstvolle Farbverglasungen ersetzt.
Zwischen 1708 und 1711 baute die lutherische Gemeinde unter großen Anstrengungen ein kleines Kirchlein an der heutigen Lutherischen Kirchgasse, das eine wechselvolle Geschichte erlebte. Nach der Zwangsunion zwischen Lutheranern und Reformierten zur Badischen Landeskirche wurde der Bau an den jüdischen Einwohner Simon Oppenheimer verkauft, und 1839 errichtete die Jüdische Gemeinde eine Synagoge im östlichen Teil des Gebäudes. Diese Synagoge wurde am Morgen des 10. November 1938 geplündert. Das mussten noch sieben zu diesem Zeitpunkt in Schriesheim lebende Juden erleben. Joseph Marx wurde nach der Pogromnacht in das KZ Dachau eingeliefert. Nach seiner Rückkehr musste er als letzter Vertreter der israelitischen Gemeinde den Verkauf der Synagoge abwickeln. Damit erlosch das jüdische Leben in Schriesheim.
Im Jahr 1954 errichtete die Neuapostolische Gemeinde in der ehemaligen Synagoge einen Gottesdienstraum, bis sie 1973 in ein eigenes Gebäude an der Mannheimer Straße umziehen konnte. Heute ist das Anwesen in Privatbesitz.
Die Baptistengemeinde bezog ebenfalls im Jahr 1954 eine eigene, neu errichtete kleine Kirche an der oberen Bahnhofstraße.

## Politik

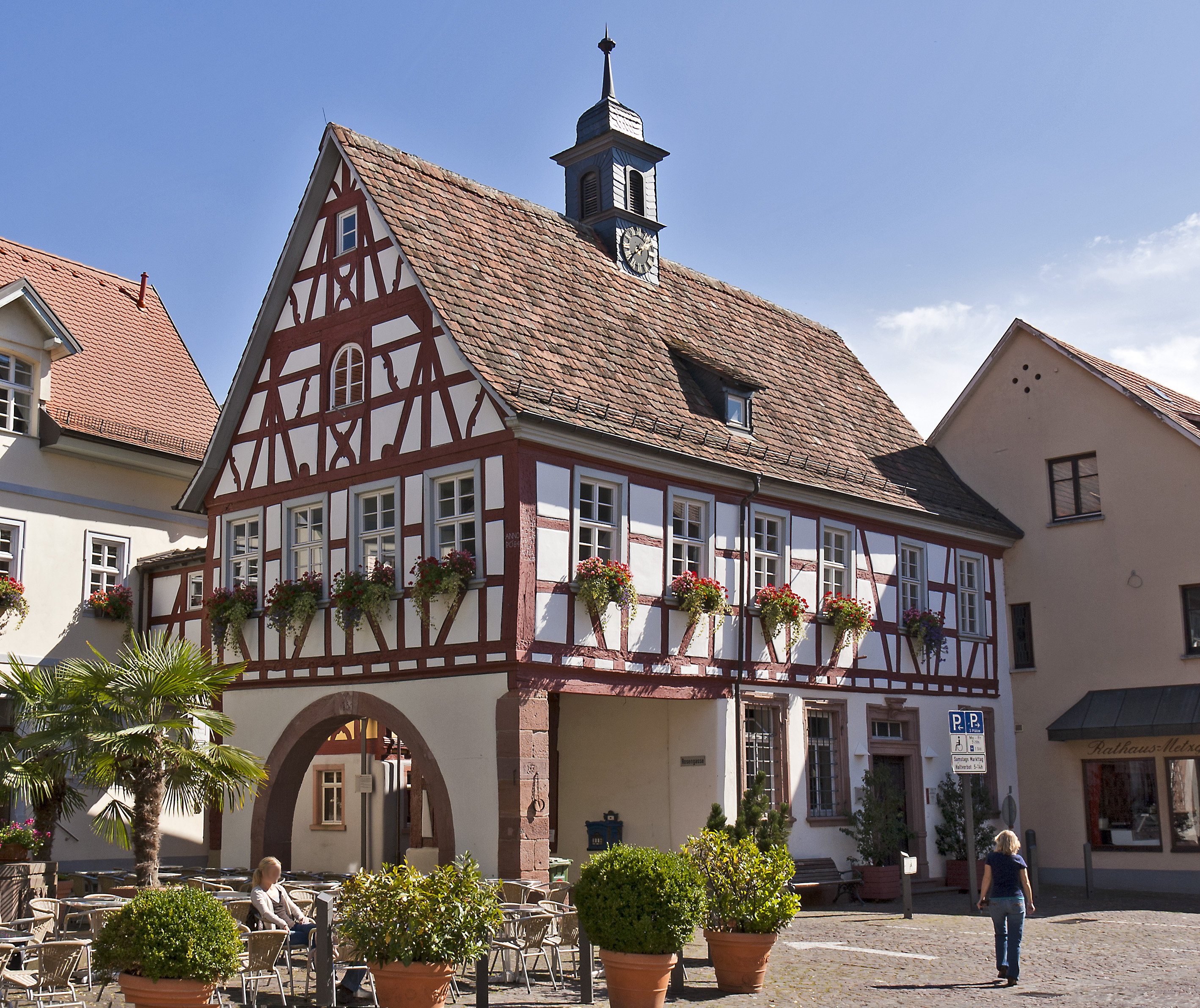
Altes Rathaus in Schriesheim

### Gemeinderat
In Schriesheim wird der Gemeinderat nach dem Verfahren der unechten Teilortswahl gewählt. Diese garantiert den Ortsteilen eine festgelegte Anzahl von Sitzen. Der Gemeinderat hat normalerweise 26 Mitglieder. Dabei kann sich die Zahl der Gemeinderäte durch Überhangmandate (Ausgleichssitze) verändern. 2024 besteht er aus 28 gewählten ehrenamtlichen Gemeinderäten und dem Bürgermeister als Vorsitzendem. Der Bürgermeister ist im Gemeinderat stimmberechtigt.
Die Kommunalwahl am 9. Juni 2024 führte zu folgendem Ergebnis.
| Parteien und Wählergemeinschaften | Parteien und Wählergemeinschaften            | % 2024 | Sitze 2024 | % 2019 | Sitze 2019 | Kommunalwahl 2024 %3020100 26,3 %21,2 %18,9 %14,8 %4,9 %6,3 %5,2 %2,5 % GrüneFWCDUSPDFDPISBAfDBgSGewinne und Verlusteim Vergleich zu 2019 %p 4 2 0 −2 −4 −6 −8−6,2 %p+2,4 %p−1,8 %p−0,5 %p−1,2 %p+3,0 %p+1,8 %p+2,5 %pGrüneFWCDUSPDFDPISBAfDBgS |
| Grüne                             | Grüne Liste Schriesheim                      | 26,3   | 8          | 32,5   | 9          | Kommunalwahl 2024 %3020100 26,3 %21,2 %18,9 %14,8 %4,9 %6,3 %5,2 %2,5 % GrüneFWCDUSPDFDPISBAfDBgSGewinne und Verlusteim Vergleich zu 2019 %p 4 2 0 −2 −4 −6 −8−6,2 %p+2,4 %p−1,8 %p−0,5 %p−1,2 %p+3,0 %p+1,8 %p+2,5 %pGrüneFWCDUSPDFDPISBAfDBgS |
| FW                                | Freie Wähler Landesverband Baden-Württemberg | 21,2   | 6          | 18,8   | 5          | Kommunalwahl 2024 %3020100 26,3 %21,2 %18,9 %14,8 %4,9 %6,3 %5,2 %2,5 % GrüneFWCDUSPDFDPISBAfDBgSGewinne und Verlusteim Vergleich zu 2019 %p 4 2 0 −2 −4 −6 −8−6,2 %p+2,4 %p−1,8 %p−0,5 %p−1,2 %p+3,0 %p+1,8 %p+2,5 %pGrüneFWCDUSPDFDPISBAfDBgS |
| CDU                               | Christlich Demokratische Union Deutschlands  | 18,9   | 5          | 20,7   | 6          | Kommunalwahl 2024 %3020100 26,3 %21,2 %18,9 %14,8 %4,9 %6,3 %5,2 %2,5 % GrüneFWCDUSPDFDPISBAfDBgSGewinne und Verlusteim Vergleich zu 2019 %p 4 2 0 −2 −4 −6 −8−6,2 %p+2,4 %p−1,8 %p−0,5 %p−1,2 %p+3,0 %p+1,8 %p+2,5 %pGrüneFWCDUSPDFDPISBAfDBgS |
| SPD                               | Sozialdemokratische Partei Deutschlands      | 14,8   | 4          | 15,3   | 4          | Kommunalwahl 2024 %3020100 26,3 %21,2 %18,9 %14,8 %4,9 %6,3 %5,2 %2,5 % GrüneFWCDUSPDFDPISBAfDBgSGewinne und Verlusteim Vergleich zu 2019 %p 4 2 0 −2 −4 −6 −8−6,2 %p+2,4 %p−1,8 %p−0,5 %p−1,2 %p+3,0 %p+1,8 %p+2,5 %pGrüneFWCDUSPDFDPISBAfDBgS |
| ISB                               | Initiative Schriesheimer Bürger              | 6,3    | 2          | 3,3    | 1          | Kommunalwahl 2024 %3020100 26,3 %21,2 %18,9 %14,8 %4,9 %6,3 %5,2 %2,5 % GrüneFWCDUSPDFDPISBAfDBgSGewinne und Verlusteim Vergleich zu 2019 %p 4 2 0 −2 −4 −6 −8−6,2 %p+2,4 %p−1,8 %p−0,5 %p−1,2 %p+3,0 %p+1,8 %p+2,5 %pGrüneFWCDUSPDFDPISBAfDBgS |
| AfD                               | Alternative für Deutschland                  | 5,2    | 1          | 3,4    | 1          | Kommunalwahl 2024 %3020100 26,3 %21,2 %18,9 %14,8 %4,9 %6,3 %5,2 %2,5 % GrüneFWCDUSPDFDPISBAfDBgSGewinne und Verlusteim Vergleich zu 2019 %p 4 2 0 −2 −4 −6 −8−6,2 %p+2,4 %p−1,8 %p−0,5 %p−1,2 %p+3,0 %p+1,8 %p+2,5 %pGrüneFWCDUSPDFDPISBAfDBgS |
| FDP                               | Freie Demokratische Partei                   | 4,9    | 1          | 6,1    | 2          | Kommunalwahl 2024 %3020100 26,3 %21,2 %18,9 %14,8 %4,9 %6,3 %5,2 %2,5 % GrüneFWCDUSPDFDPISBAfDBgSGewinne und Verlusteim Vergleich zu 2019 %p 4 2 0 −2 −4 −6 −8−6,2 %p+2,4 %p−1,8 %p−0,5 %p−1,2 %p+3,0 %p+1,8 %p+2,5 %pGrüneFWCDUSPDFDPISBAfDBgS |
| BgS                               | Bürgergemeinschaft Schriesheim               | 2,5    | 1          | –      | –          | Kommunalwahl 2024 %3020100 26,3 %21,2 %18,9 %14,8 %4,9 %6,3 %5,2 %2,5 % GrüneFWCDUSPDFDPISBAfDBgSGewinne und Verlusteim Vergleich zu 2019 %p 4 2 0 −2 −4 −6 −8−6,2 %p+2,4 %p−1,8 %p−0,5 %p−1,2 %p+3,0 %p+1,8 %p+2,5 %pGrüneFWCDUSPDFDPISBAfDBgS |
| gesamt                            | gesamt                                       | 100,0  | 28         | 100,0  | 28         | Kommunalwahl 2024 %3020100 26,3 %21,2 %18,9 %14,8 %4,9 %6,3 %5,2 %2,5 % GrüneFWCDUSPDFDPISBAfDBgSGewinne und Verlusteim Vergleich zu 2019 %p 4 2 0 −2 −4 −6 −8−6,2 %p+2,4 %p−1,8 %p−0,5 %p−1,2 %p+3,0 %p+1,8 %p+2,5 %pGrüneFWCDUSPDFDPISBAfDBgS |
| Wahlbeteiligung                   | Wahlbeteiligung                              | 72,0 % | 72,0 %     | 70,3 % | 70,3 %     | |

### Jugendgemeinderat
Von 2001 bis 2016 gab es in Schriesheim einen Jugendgemeinderat. Dieser bestand aus zwölf Jugendlichen aus der Gemeinde.
Die Legislaturperiode umfasste eine Dauer von zwei Jahren. Die Mitglieder mussten zwischen 14 und 19 Jahren alt und in Schriesheim wohnhaft sein. Die Kriterien für die Wahlberechtigung der Jugendlichen waren dieselben, d. h. jeder Wahlberechtigte ist auch als Kandidat zulässig. 2016 wurde der Jugendgemeinderat zum nun insgesamt 15 Mitglieder umfassenden Kinder- und Jugendgemeinderat erweitert.

### Bürgermeister

#### Aktuell
Der Bürgermeister wird in direkter Wahl für eine Amtszeit von acht Jahren gewählt. Bei der Stichwahl Ende 2005 gewann Hansjörg Höfer (Stadtrat der Grünen Liste) mit 50,62 % knapp vor Peter Rosenberger (unterstützt von CDU, FDP und Freien Wählern) mit 49,19 %. Hansjörg Höfer trat sein Amt am 1. Februar 2006 an. Bei der Wahl am 1. Dezember 2013 wurde er mit 72,67 % der Stimmen in seinem Amt bestätigt. Im Jahr 2021 stellte sich Höfer nicht mehr zur Wiederwahl. Bei der am 28. November 2021 erfolgten Wahl setzte sich Christoph Oeldorf (parteilos, unterstützt FWV und CDU), zuvor Bürgermeister der Nachbargemeinde Wilhelmsfeld, mit 56,3 % der Wählerstimmen gegen seine Gegenkandidatin Fadime Tuncer (Grüne) durch. Er trat das Amt am 1. Februar 2022 an.

#### Frühere Bürgermeister
1952 führte die Bürgermeisterwahl zu einem Skandal, der auch in der internationalen Presse (etwa der New York Times) Beachtung fand. Damals errang Fritz Urban den Sieg. Urban, der aus einer alten Schriesheimer Ratsfamilie stammte, die schon vorher Bürgermeister gestellt hatte, war jedoch schon 1933 als NSDAP-Ortsgruppenleiter, wenige Tage nach der Machtübernahme der Nationalsozialisten, Bürgermeister geworden und es bis 1945 geblieben, als die Besatzungsmächte den ehemaligen Bürgermeister Georg Rufer, der von 1920 bis 1933 schon einmal Bürgermeister gewesen war, wieder als Bürgermeister einsetzten. Fritz Urban konnte damals das Amt nicht antreten. Es wurde vom Stellvertreter Martin Ringelspacher bis zur Neuwahl 1954 kommissarisch geführt. Seit 1895 hatten folgende Personen das Amt des Bürgermeisters inne:
| Abraham Hartmann     | 1883 (oder früher) bis 1895 (im Amt gestorben)      |
| Nikolaus Urban       | 1895 bis 1914                                       |
| Karl Hartmann        | 1914? bis 1920 (im Amt gestorben)                   |
| Georg Rufer          | 1920 bis 1933 Erster hauptberuflicher Bürgermeister |
| Fritz Urban          | 1933 bis 1945                                       |
| Georg Rufer          | 1945 bis 1952                                       |
| Martin Ringelspacher | 1952 bis 1954 (kommissarisch)                       |
| Wilhelm Heeger       | 1. Februar 1954 bis 31. Januar 1974                 |
| Peter Riehl          | 1. Februar 1974 bis 31. Januar 2006                 |
| Hansjörg Höfer       | 1. Februar 2006 bis 31. Januar 2022                 |
| Christoph Oeldorf    | Seit 1. Februar 2022 zunächst als Amtsverweser      |

### Wappen
| Wappen von Schriesheim | Blasonierung: „Auf schwarzem Feld ein rot gekrönter, rot bezungter, rot bewehrter goldener (gelber) Löwe auf zwei schräg gekreuzten, rot befiederten silbernen (weißen) Pfeilen stehend.“ |
| Wappen von Schriesheim | Das Wappen geht zurück auf ein Siegel aus dem Jahr 1381. Die Pfeile weisen redend auf die Ortsherrschaft der Strahlenberger hin, der Löwe steht für die Kurpfalz.                         |

Die Flagge ist Gelb-Schwarz und wurde am 18. Januar 1956 von der Gemeinde angenommen.

### Städtepartnerschaften
Mit der südfranzösischen Gemeinde Uzès besteht seit 1984 eine Partnerschaft.

### Nachbarschaftsverband
Schriesheim gehört zum Nachbarschaftsverband Heidelberg-Mannheim, dessen Aufgabe es ist, den regionalen Flächennutzungsplan zu erstellen.

## Kultur und Sehenswürdigkeiten

### Sehenswürdigkeiten
Die Burgruine Strahlenburg stammt aus dem 13. Jahrhundert. In ihr befindet sich ein Gasthof.
Die Grube Anna-Elisabeth ist ein über 700 Jahre altes Silber- und Vitriolbergwerk. Die Grube wurde 1985 unter Denkmalschutz gestellt und kann als Besucherbergwerk besichtigt werden.
Über Schriesheim ist der historische Weinberg Madonnenberg mit einem Madonnenstandbild und einem Mammutbaum als Wahrzeichen.
Die Christian-Mayer-Volkssternwarte bietet regelmäßige Vorträge.
Die Altstadt hat viele historische Gebäude, wie z. B. den Strahlenberger Hof, das alte Rathaus mit einem Pranger, die Ölmühle am Kanzelbach, das von Pfarrer Widerholt im Jahre 1662 errichtete Haus mit hebräischen und griechischen Inschriften und das Bachschlössel. Seit 2001 führt ein Steg von der Altstadt über den Kanzelbach zum Festplatz.
Der Römerkeller im neuen Rathaus verfügt über großenteils original erhaltenes Mauerwerk; er wurde bei Bauarbeiten gefunden, 1970 beim Neubau des Rathauses in den Keller umgesiedelt und wird seitdem dort ausgestellt.

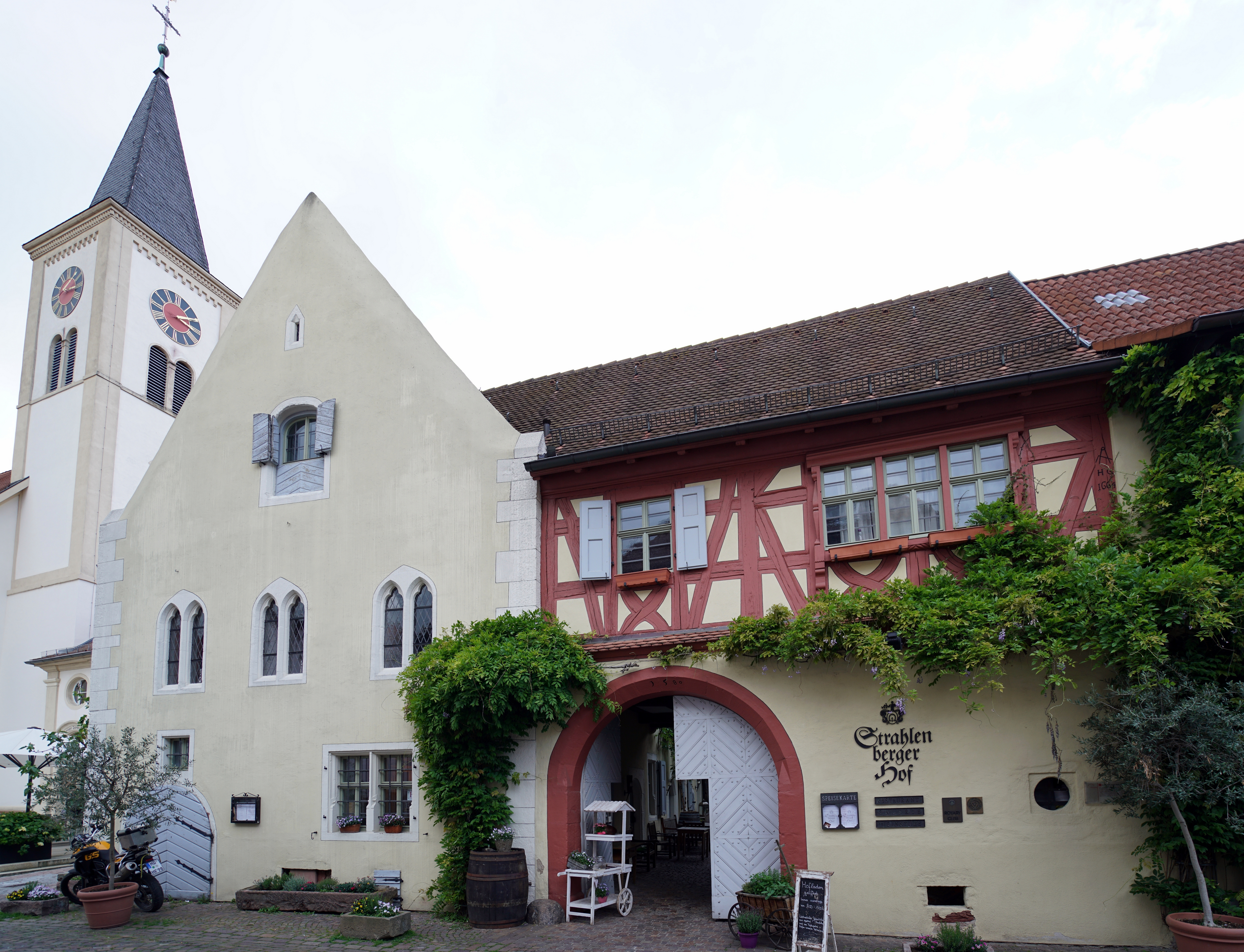
Strahlenberger Hof
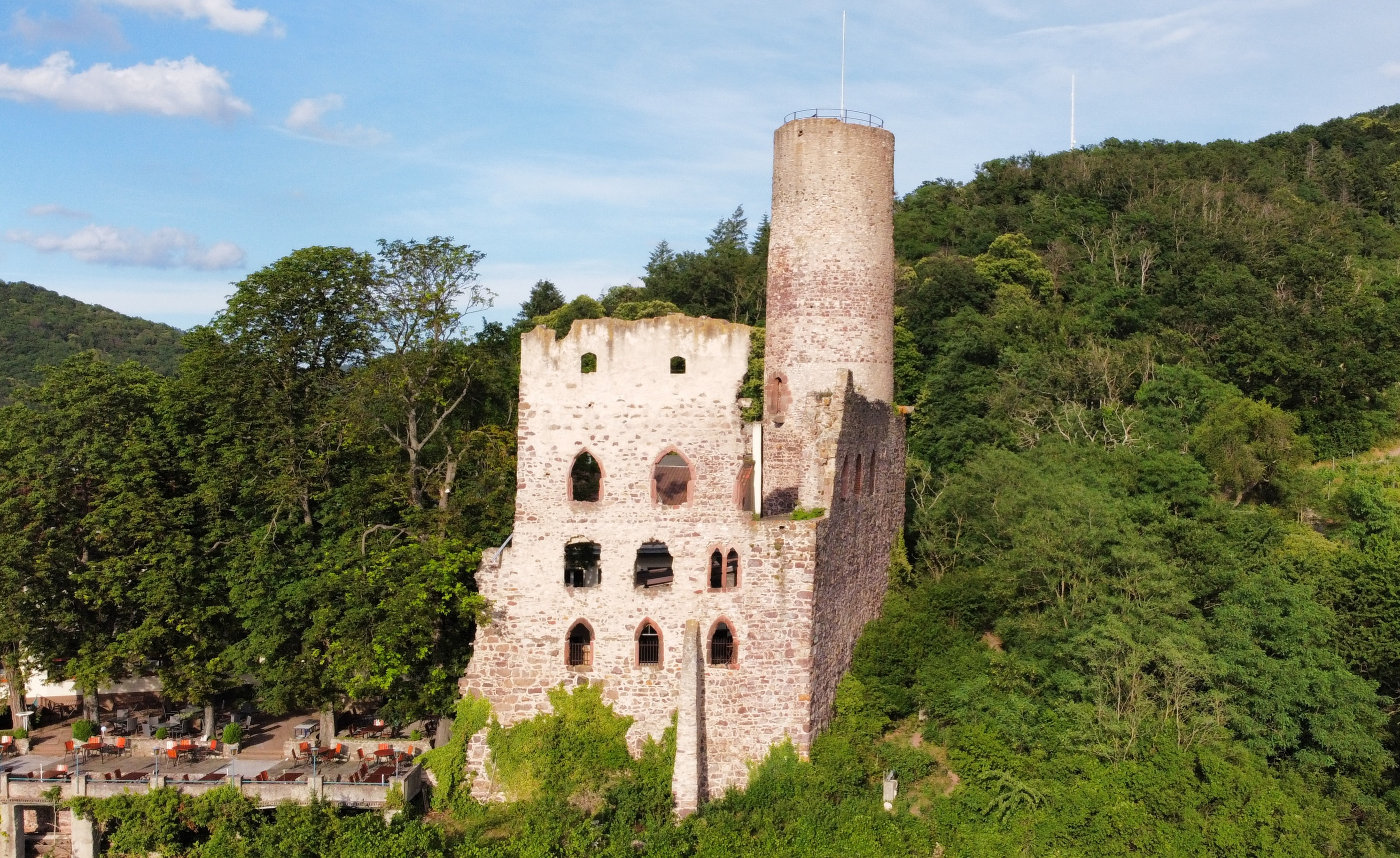
Ruine Strahlenburg
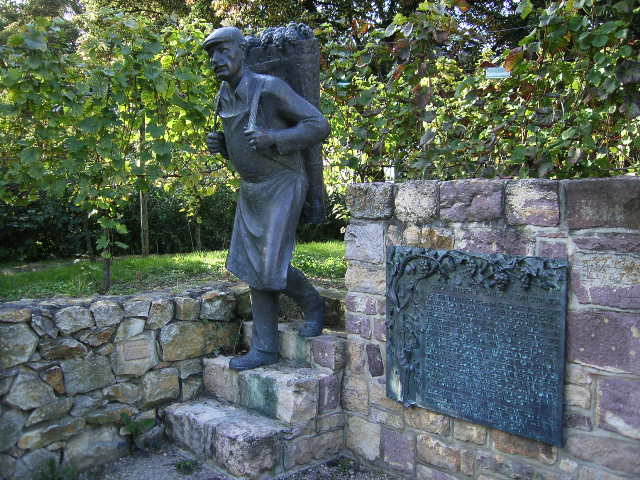
Winzerdenkmal
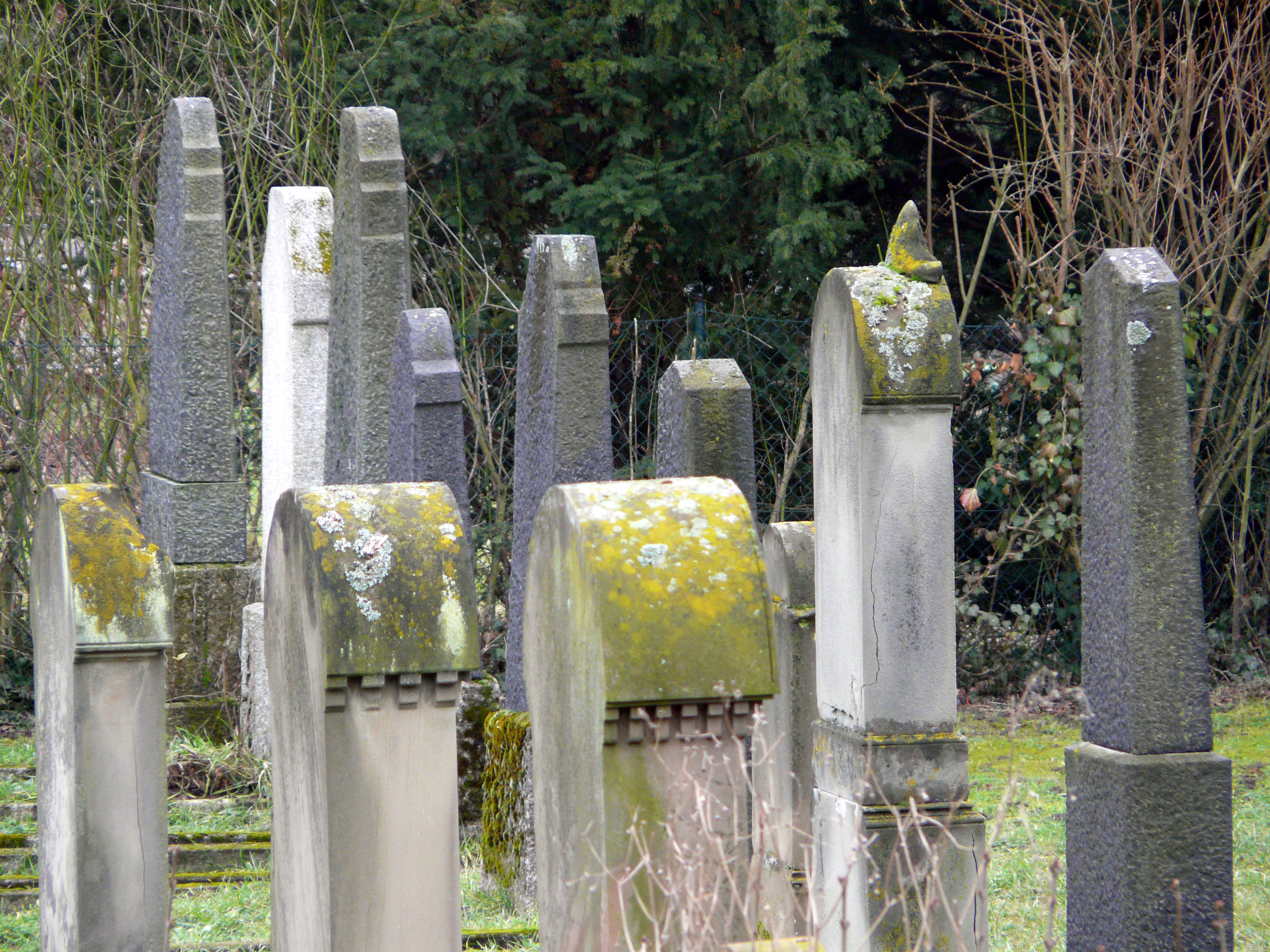
Alter jüdischer Friedhof
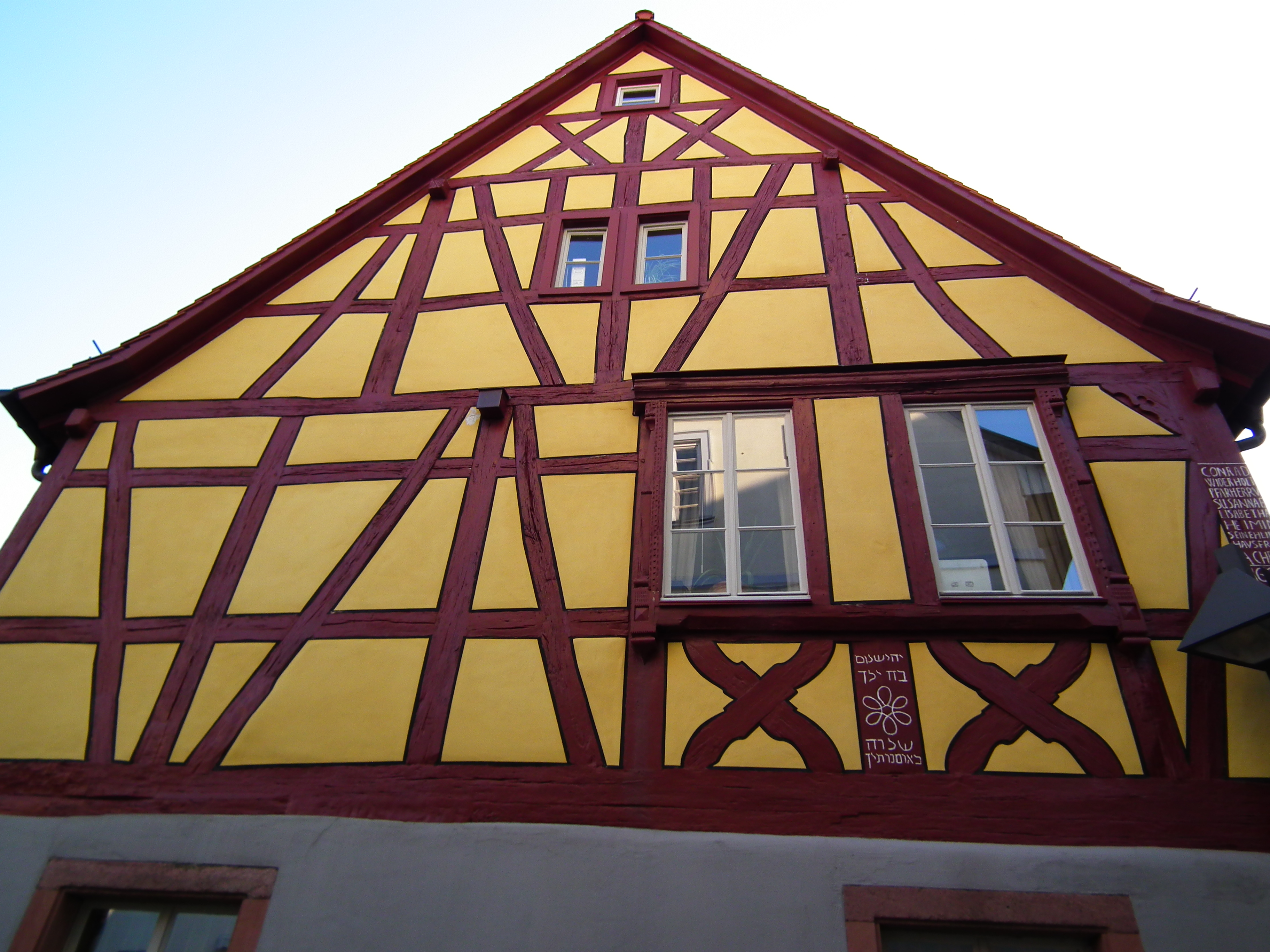
Widerholtsches Haus mit hebräischer Inschrift von Psalm 122,7 LUT: יְהִי שָׁלוֹם בְּחֵילֵךְ שַׁלְוָה בְּאַרְמְנוֹתָיִךְ

### Museen
Im Museum Théo Kerg werden die Werke des luxemburgischen Malers und Bildhauers Théo Kerg ausgestellt.

### Sport
Oberhalb von Schriesheim nahe der Strahlenburg befindet sich ein alter Steinbruch (49° 28′ 7,3″ N, 8° 40′ 45,7″ O), der für Sportkletterer vielseitige Möglichkeiten bietet.
Die Ringerabteilung des KSV Schriesheim ringt im Jahr 2013 in der 1. Bundesliga Süd.
Außerdem gibt es den Fußballverein SV Schriesheim 1919 e. V., der seit der Saison 2012/13 in der Kreisliga Mannheim spielt.
Die Deutschen Meisterschaften in Minigolf fanden 2012 auf dem Gelände des Miniaturgolf Sportclub Schriesheim e. V. statt.
Zur Saison 2016/17 spielt der TV 1883 Schriesheim in der Floorball-Bundesliga.

### Regelmäßige Veranstaltungen
- Anfang März findet jedes Jahr der achttägige Mathaisemarkt statt (erstmals 1579), das erste Weinfest der Region.
- Anfang September ist jährlich die dreitägige Kerwe mit großem Straßenfest in der Altstadt.
- Am „Tag des offenen Denkmals“ (2. Sonntag im September) findet jährlich eine Führung über den jüdischen Friedhof statt.
- Am 3. Sonntag im September findet jährlich die Weinwanderung Schriesheim statt (erstmals 1997).
- Ende Mai findet seit 2015 das Grabbenacht Festival, ein 2-tägiges Metal-Festival, statt.

### Ferienstraßen
Schriesheim liegt an zwei bedeutenden touristischen Straßen:
- Bergstraße, die von Darmstadt über Schriesheim nach Wiesloch führt.
- Bertha Benz Memorial Route, von Mannheim über Schriesheim nach Pforzheim und wieder zurück nach Mannheim

### Schriesheimer Dialekt
Der Schriesheimer Dialekt, auch Schriesheimerisch oder Schriesemerisch genannt, zeichnet sich neben den üblichen kurpfälzischen Dialektmerkmalen vor allem durch den heute nur noch in Resten vorhandenen Lambdazismus aus. Dabei wird jedes intervokalische „d“ zu „l“. Heute noch bekannte Beispiele sind „Bollem“ für „Boden“, „Oulewald“ für „Odenwald“, „olla“ für „oder“ und „dann holla“ für „dann hat er“. Sätze wie „gewwe Se ma noch e paa fun denne guule roule Ebbl“ für „geben Sie mir noch ein paar von diesen guten roten Äpfeln“, die man noch in den 1970er Jahren hören konnte, hört man heute nicht mehr.
Besonders interessant ist das Wort „weller“ (in der übrigen Kurpfalz „wedder“) für „wider/gegen“ etwa in „do bin do weller gerennt“ für „da bin dort dagegen gestoßen“. „Wieder“ im Sinne von „noch einmal“ heißt dagegen „widder“. Hier hat bei dem aus der Hochsprache geläufigen Wort „wieder“ ein Prozess der „Sprachreparatur“ stattgefunden, der bei dem weniger geläufigen Wort „wider“ nicht ansetzen konnte.
Interessant ist auch das Wort „Fleesch“ für „Fleisch“. Eigentlich müsste das Wort lautgesetzlich „Flaasch“ heißen, da mhd. „ei“ im Schriesheimerischen zu „aa“ wird, wie etwa „isch waaß“ für „ich weiß“. Das Wort ähnelt als typisches Marktwort dem mannheimerischen „Fleesch“, wo mhd. „ei“ lautgesetzlich zu „ee“ wird. Tatsächlich gibt es einen Beweis, dass „Fleisch“ einst in Schriesheim die Form „Flaasch“ hatte. Der (die) heutige „Fleischbach“ auf der Schriesheimer Gemarkung heißt in alten Urkunden „Flauersbach“, was aus mhd. „Floursbach“ kommt. Da mhd. „ou“ regelmäßig zu „aa“ wird, wie etwa in „kaafe“ für „kaufen“ aus mhd. „koufen“ und mhd. „rs“ am Silbenende regelmäßig zu „sch“ wird, wie etwa in „Oaschebach“ für Ursenbach wurde aus „Floursbach“ lautgesetzlich „Flaaschbach“. Dass dieser Bach heute offiziell „Fleischbach“ heißt, ist nur zu erklären, wenn „Fleisch“ in Schriesheim einst „Flaasch“ lautete.

## Wirtschaft und Infrastruktur

### Verkehr

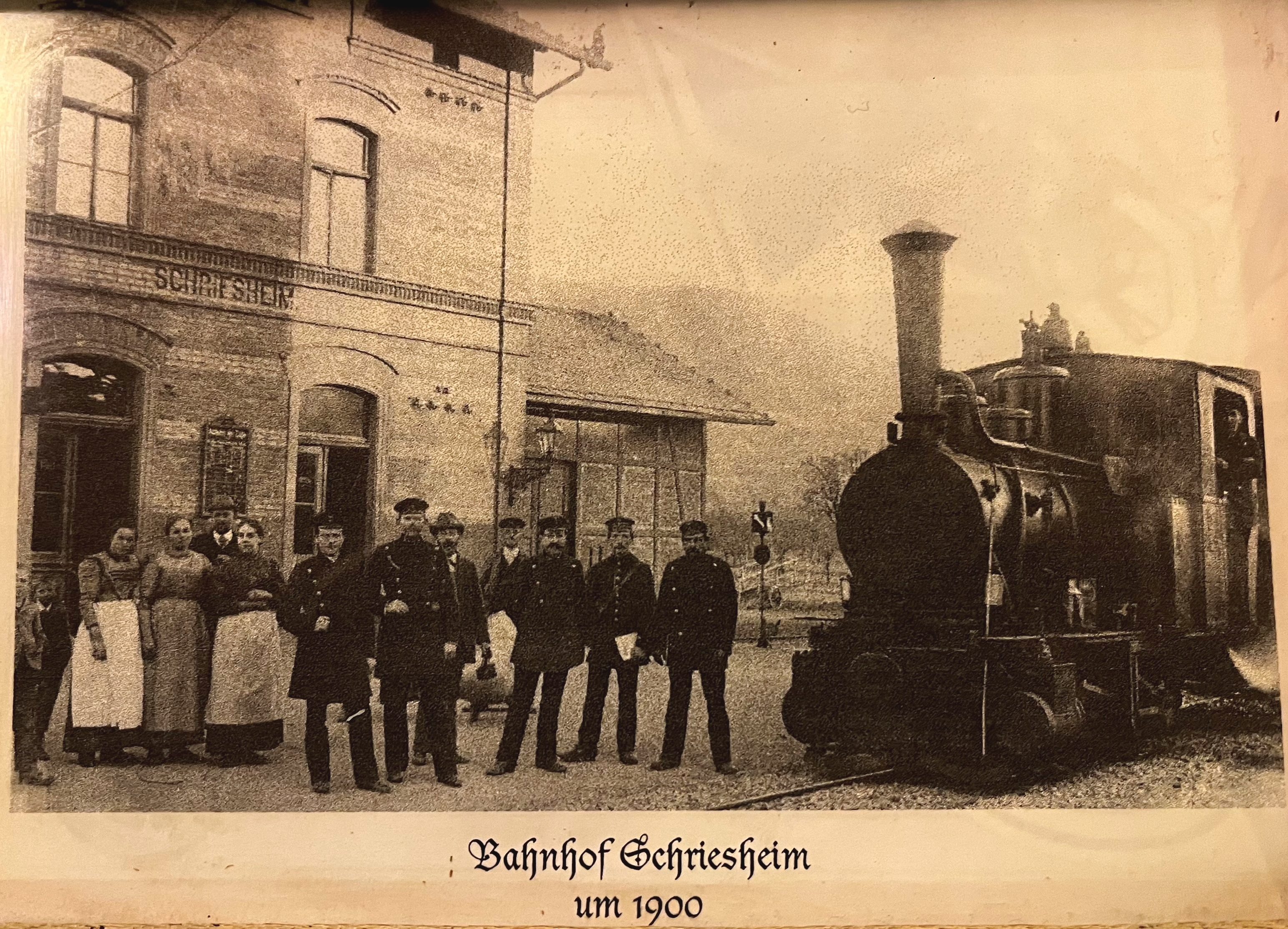
OEG Bahnhof Schriesheim mit Personal um 1900

Seit 1890 ist Schriesheim an den Schienenverkehr angebunden. Heute führt die Oberrheinische Eisenbahn, die seit 2005 von der RNV betrieben wird, durch Schriesheim. Sie gehört zum Tarifgebiet des Verkehrsverbunds Rhein-Neckar. Als Linie 5 verbindet die Bahn die Orte an der Bergstraße zwischen Heidelberg und Weinheim, wobei Schriesheim in der Mitte zwischen diesen beiden Städten liegt. Neben dieser Nord-Süd-Verbindung gibt es auch noch eine Ost-West-Verbindung mit der Buslinie 628, die Schriesheim im Osten mit Wilhelmsfeld und im Westen mit Ladenburg und Mannheim-Seckenheim verbindet.
Durch eine Alltagsroute aus dem Radnetz Baden-Württemberg ist Schriesheim über Dossenheim mit Heidelberg und in der anderen Richtung über Hirschberg an der Bergstraße mit Weinheim verbunden.
Durch Schriesheim verläuft als Landes-Radfernweg der Badische Weinradweg. Er führt von Grenzach-Wyhlen am Hochrhein nach Laudenbach, dabei werden sieben der neun badischen Weinanbaugebiete untereinander verbunden. Die Route verläuft von Heidelberg nach Schriesheim und weiter nach Weinheim.
Durch den Ort führt die Bundesstraße 3. Direkt westlich befindet sich die Anschlussstelle Schriesheim an die Bundesautobahn 5.
Zur Entlastung der Talstraße in den Odenwald wurde seit den 1950er Jahren eine Verlegung der L 536 geplant. Nach langer Diskussion entschied man sich für eine Nordumfahrung. Sie ist 3,3 km lang, kostete 92 Mio. Euro und führt durch den 1,8 km langen Branichtunnel. Den Bauabschnitt I begann man Ende 2008, der Tunnel wurde im August 2013 durchschlagen und im Juni 2016 eröffnet.

### Bildung
In Altenbach gibt es eine Grundschule. In Schriesheim befinden sich die Strahlenberger Grundschule, das Kurpfalz-Schulzentrum mit einer Grundschule, einer Realschule und dem Kurpfalz-Gymnasium Schriesheim, und das private Heinrich-Sigmund-Gymnasium.
Darüber hinaus gibt es in Schriesheim ein Stadtarchiv, eine Musikschule, eine Volkshochschule und eine kommunale Bibliothek (im Kurpfalz-Schulzentrum, im Gebäude des Gymnasiums).

### Weinbau
Die Weinlagen bei Schriesheim gehören zum Weinanbaubereich Badische Bergstraße. Die Großlage Rittersberg beinhaltet die bekannten Lagen: Schriesheimer Madonnenberg, Schriesheimer Staudenberg, Schriesheimer Schlossberg und Schriesheimer Kuhberg.

## Persönlichkeiten

### Söhne und Töchter der Stadt
- Friedrich von Strahlenberg († 1333), Domherr in Speyer und Straßburg, Epitaphinschrift am Speyerer Dom
- Alexander Mack (1679–1735), Pietist
- Johann Georg Reudelhuber (1784–1860), Abgeordneter in der Zweiten Kammer der Bayerischen Ständeversammlung
- Anton Nuhn (1814–1889), Anatom
- Johann Philipp Glock (1849–1925), Pfarrer und Heimatforscher
- Georg Urban (1892–1976), evangelischer Pfarrer
- Emil Borho (1902–1965), Verwaltungsbeamter der badischen Staatskanzlei und stellvertretender Vorsitzender der badischen „Judenkommission“ in der Zeit des Nationalsozialismus
- Alfred Herbst (1906–1943), baptistischer Pazifist und Hitler-Gegner, in Brandenburg-Görden ermordet
- Helmut Fath (1929–1993), Motorradrennfahrer und -konstrukteur, ist im Stadtteil Ursenbach geboren und aufgewachsen
- Reiner Kröhnert (* 1958), Kabarettist

### Persönlichkeiten, die im Ort gewirkt haben
Bedeutende Persönlichkeiten, die einen Teil ihres Lebens in oder um Schriesheim verbracht haben, sind
- Anton Geiß (1858–1944), SPD, erster Badischer Staatspräsident (1919–1920), verbrachte ab 1933 seinen Lebensabend in Schriesheim
- Hanns Schloß (1903–1986), Politiker (FDP/DVP), Ingenieur, Abgeordneter des Landtags von Württemberg-Baden (1946–1952), Baden-Württemberg (1952–53) und des Deutschen Bundestages (1953–1957), Mitglied der Verfassungsgebenden Landesversammlung von Baden-Württemberg, Gemeinderat in Schriesheim (1946–1951)
- Erich Beyreuther (1904–2003), lutherischer Theologe
- Théo Kerg (1909–1993), Maler, Bildhauer & Grafiker – sein kulturelles Erbe wird im Theo-Kerg Museum in Schriesheim ausgestellt
- Gustav Wagner (1918–2006), Mediziner (Dermatologe) und Medizininformatiker, ab 1964 Professor für Medizinische Dokumentation und Statistik in Heidelberg
- Ernst Meyer (1920–2007), Pädagoge, Professor an der Pädagogischen Hochschule in Heidelberg, lebte und starb in Schriesheim
- Hermann Fischer (1922–2009), Anglist, Literaturwissenschaftler, Übersetzer und Professor für Anglistik in Mannheim, lebte in Schriesheim
- Peter Hahn (* 1931 in Hannover), Facharzt für Innere Medizin, Psychoanalytiker und Ordinarius für Allgemeine Klinische und Psychosomatische Medizin der Ruprecht-Karls-Universität Heidelberg, wohnte in Schriesheim
- Heinz-Georg Baus (1934–2016), Unternehmer, Bauhaus-Gründer
- Bernhard Scharf (1936–2024), Politiker (FDP/DVP), Chemiker, Abgeordneter des Landtags von Baden-Württemberg (1988–1996), Stadtrat und Kreisrat (1989–1999)
- Hasso Plattner (* 1944), Unternehmer, SAP-Mitbegründer
- Birgit Arnold (* 1951), Politikerin (FDP/DVP), Historikerin, Abgeordnete des Landtags von Baden-Württemberg (2006–2011), Stadträtin (1999–2006), Kreisrätin (2004–2006)
- Gernot Jüllich (* 1954), ehemaliger Fußballspieler und Trainer
- Margareta Wolf (* 1957), Politikerin (Bündnis 90/Die Grünen), Abgeordnete des Deutschen Bundestages (1994–2008), Staatssekretärin (2001–2002 und 2002–2005) in den Bundesministerien für Wirtschaft und Technologie bzw. Umwelt, Naturschutz und Reaktorsicherheit, Mitglied im Bundesvorstand der Grünen (1984), heute Kommunikationsberaterin u. a. für die Atomindustrie[25]
- Georg Wacker (* 1962), Politiker (CDU), Diplom-Musiklehrer, Abgeordneter des Landtags von Baden-Württemberg (1996–2017), Staatssekretär im Ministerium für Kultus, Jugend und Sport (2006–11), Stadtrat in Schriesheim (1983–1993)[26]
- Konstantin Groß (* 1964), Journalist und Autor
- Zoltan Lunka (* 1970), Olympiateilnehmer (Boxen) und Bronzemedaillengewinner in Atlanta 1996
- Stephan Harbarth (* 1971), Politiker (CDU), Jurist, Richter des Bundesverfassungsgerichts, aufgewachsen in Schriesheim
- Rustam Rahimov (* 1975), Olympiateilnehmer (Boxen) und Bronzemedaillengewinner in Athen 2004
- Carsten Rothenbach (* 1980), ehemaliger Profifußballspieler, begann seine Karriere beim SV Schriesheim
- Stefan Kehrer (* 1985), Sportsoldat und Ringer, ehemals aktiv für den KSV Schriesheim
- Aleksandr Kazakevič (* 1986), litauischer Ringer, ehemals aktiv für den KSV Schriesheim
- Nicolas Jüllich (* 1990), Fußballspieler, begann seine Karriere beim SV Schriesheim
- Paul Zipser (* 1994), Basketballspieler, aufgewachsen in Schriesheim

### Ehrenbürger
- 1993: Peter Hartmann, langjähriger Stadtrat der Freien Wähler und stellvertretender Bürgermeister
- 2006: Peter Riehl (* 20. Mai 1942; † 29. Juni 2023), Bürgermeister 1974–2006